# 2015년 영국 총선
2015년 영국 총선(United Kingdom general election of 2015)은 제 56대 영국 의회를 선출하기 위해서 4월 말부터 발송된 우편 부재자 투표와 함께 2015년 5월 7일 치러졌다. 영국 총선에서는 영국 하원 의원이 될 국회의원(MP)들을 선출하기 위한 투표가 영국 내 모든 의회 선거구에서 치러졌다.
2013년 선거등록 및 관리법에 의해 개정된 2011년 고정임기 의회법은 제55대 의회를 2015년 3월 30일에 해산시키고, 총선을 2015년 5월 7일에 예정하여 하원은 그보다 더 이른 날짜에 투표를 치르지 않도록 한다는 조항을 담았다. 같은 날 그레이터런던을 제외한 잉글랜드 전역에서 지방선거가 예정되어 있었다. 스코틀랜드나 웨일스, 북아일랜드에서는 지방 재보궐선거 외에 추가 선거가 예정되어 있지 않다.
보수당과 노동당이 각축을 벌인 가운데 절대 다수당이 없는 의회, 즉 헝 의회가 예상되었다. 자유민주당은 의석수가 크게 감소하였지만, 반대로 스코틀랜드 국민당은 의석수가 크게 증가하며, 영국 독립당과 녹색당도 세를 과시할 것으로 전망되었다.
선거 결과, 보수당이 과반 의석을 획득하여, 데이비드 캐머런 총리의 연임이 확정되었다.

## 선거 방식
영국의 각 의회 선거구에서는 다수대표제' (first past the post)를 통해 국회의원 1인을 하원에 선출한다. 한 정당이 과반 의석을 차지할 시 그 정당은 정부 구성권을 얻는다. 과반을 얻은 개별 정당 없이 선거가 끝날 시 의회는 헝 의회가 된다. 이렇게 될 경우 정부를 구성하는 선택권으로는 소수당 정부나 연립 정부가 있다.

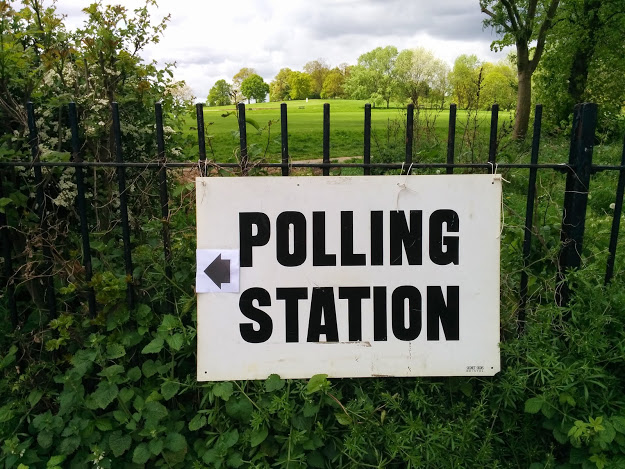
2015년 5월 7일, 홀본 세이트판크라스 선거구의 햄프스티드 히스 공원 끝자락에 자리한 투표소로 가는 방향 표지판의 모습

보수당은 원내 의석수를 650석에서 600석으로 줄일 것으로 계획했었으나, 2013년 선거등록 및 관리법으로 개정된 2011년 의회 선거제 및 선거구법에 따라 제 6차 웨스트민스터 선거구 정례검토를 거치는 선거구 재검토와 의회 의석 축소는 연기되었다. 현재 차기 구획 검토는 2018년에 치루기로 예정되어 있으므로, 2015년 총선은 2010년과 동일한 선거구와 구획을 사용하여 벌어진다. 전체 선거구 650곳 중에서 533곳은 잉글랜드, 59곳은 스코틀랜드, 40곳은 웨일스, 나머지 18곳은 북아일랜드 내 선거구이다.
이와 더불어 2011년법은 하원 선거를 대상으로 현행 '선 결승통과제'를 선택투표제로 바꾸는 방안에 대해 국민투표를 2011년에 치루도록 했다. 보수-자민 연합 협약은 이러한 국민투표에 대해 연립 정부를 약속하는 조항을 담았었다. 국민투표는 2011년 5월에 열렸고 그 결과는 기존 투표제 유지로 나타났다. 지난 총선 이전에 자유민주당은 선거제를 바꾸기로 서약했고, 노동당 역시 그러한 모든 변경안에 관하여 국민투표를 하기로 서약했다. 하지만 보수당은 선결승통과제를 유지하되, 선거구 수를 10%까지 줄이기로 약속했다. 자유민주당의 계획안은 비례대표제를 이용해 국회의원을 당선시키도록 하고 그 수를 500명까지 줄인다는 것이었다.
장관들은 선거에서 정당과 후보자에게 허용되는 지출액을 23%까지 증액시켰는데, 선거위원회의 권고에 맞서 결정된 조치였다. 2015년 총선에서는 3월 30일 의회 해산 전 100일간 각 선거구별 정당 지출액의 1차 상한선을 30,700파운드로 두고, 유권자 일인당 비용을 자치주 선거구에서는 전체 비용의 9%, 자치구 선거구에서는 전체의 6%를 추가했다. 의회 해산 후에는 8700파운드 이상의 추가 유권자 비용을 사용할 수 있다. 2010년 총선에서 영국의 정당들은 총 3110만 파운드를 지출했는데, 그 중에서 53%는 보수당, 25%는 노동당, 15%는 자유민주당이 사용했다.
2015년 총선은 일가정 유권자 등록 대신 개인 유권자 등록을 이용한 첫 영국 총선이 될 전망이다. 이러한 등록 체계 변화는 등록 유권자 수가 100만 명가량 급감해온 것과 함께 생겨난 것이다.

## 선거 날짜
영국에서는 영국 의회의 해산에 따라 선거가 공표된다. 2015년 총선은 2011년 고정임기 의회법 조항에 따라 열리는 첫번째 총선이다. 2011년법 이전에 의회를 해산하는 권한은 수상의 권고로 여왕이 행사하는 왕실 특권이었다. 1911년 의회법으로 개정된 1716년 칠년법 조항에 따라, 예외적인 상황을 제외하고는 이전 의회가 개회한 지 5년이 되거나 되기 전에 선거를 공표해야 한다. 20세기로 넘어선 이래 국왕이 해산 요청을 거부한 적은 없었고, 그로 인해 수상이 자신의 정당을 선거에서 승리시킬 기회를 최대한 활용하기 위해 의회 임기 중 마지막 2년 사이 전략적으로 알맞은 시기에 총선을 공표하는 관례가 생겨났다.
2010년 총선 전 노동당과 자민당은 고정임기 선거를 도입하겠다고 서약했다. 보수-자민 연합 협약의 일환으로 캐머런 내각은 차기 총선일을 2015년 5월 7일로 정하는 것과 함께 고정임기 의회 법안 지지를 합의했다. 그 결과 이 법안은 2011년 고정임기 의회법이 되어 국왕에게 이른 선거를 공표하도록 권고하는 수상의 권한을 없앴다. 이 법안은 의회가 의회 해산안에 66%의 압도적인 과반수로 찬성표를 던지거나, 정부가 불신임 투표에서 과반수로 패하여 그 뒤로 14일 내에 새 정부가 구성되지 않을 시에만 이른 해산을 허가한다. 하지만 2011년 고정임기 의회법 제 1 (5)항에 따라, 수상은 법정 기관이 내린 명령에 의하여 투표일을 2015년 5월 7일보다 두 달 후까지 늦추어 치루도록 규정된 권한을 갖는다. 이 법정 기관은 의회 양원에서 승인을 받아야 한다. 2011년 고정임기의회법은 2013년 선거등록 및 관리법 제 14항에 따라, 의회 해산일과 그 다음의 총선 투표일 사이의 기간을 평일 17일에서 25일까지 연장하는 것으로 개정되었다. 이 개정은 마지막 의회인 제 55대 의회의 해산일을 2015년 3월 30일로 앞당기는 데 영향을 끼쳤다.

### 일정
2015년 총선의 주요 일정은 다음과 같다.

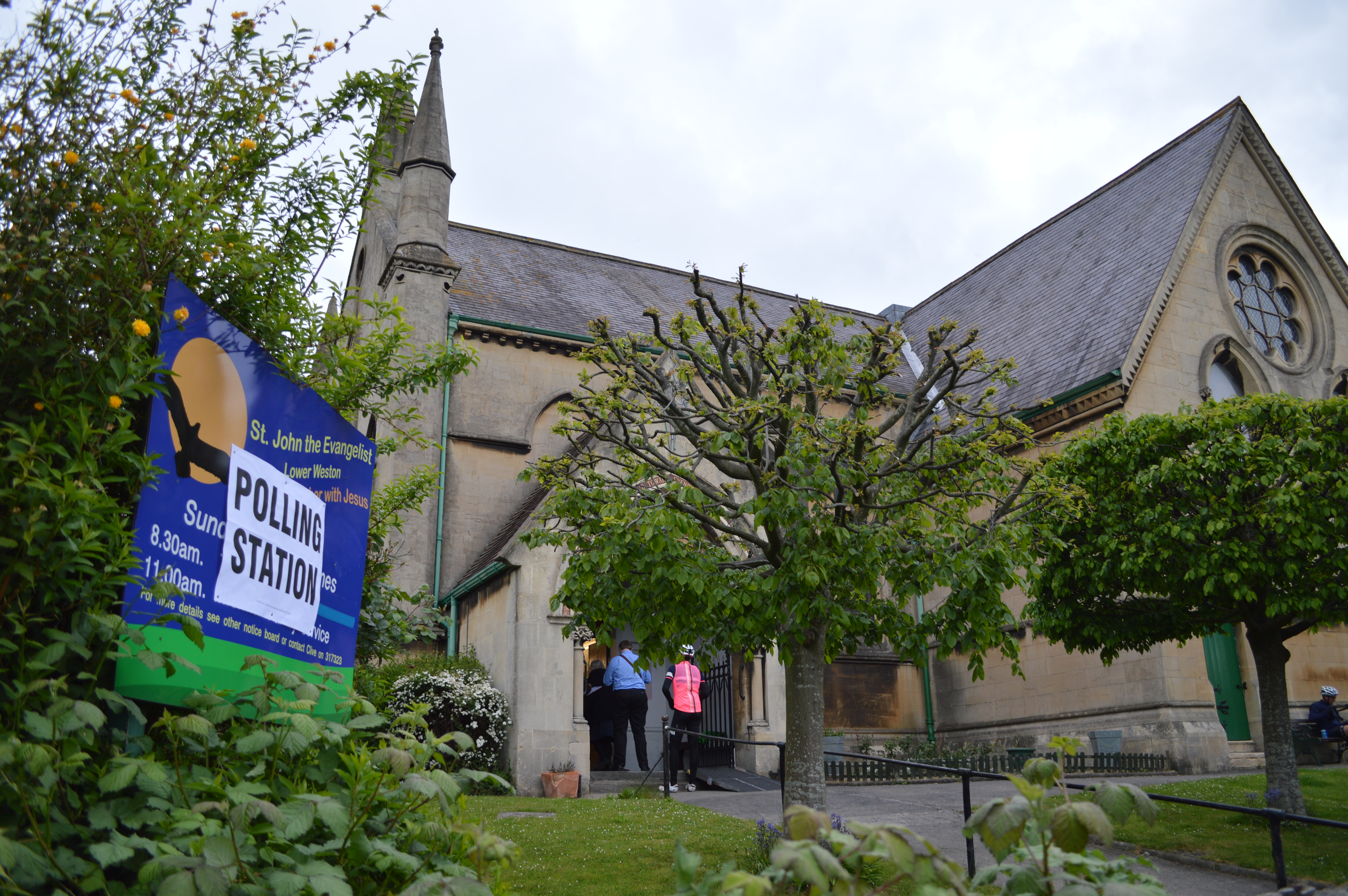
2015년 총선 투표소로 사용된 배스 교회

| 3월 30일 월요일 | 제 55대 의회의 해산 및 공식 선거운동 시작                          |
| 5월 2일 토요일  | 투표할 대상으로 등록되는 지명 서류 신청 및 부재자 투표 신청 마감일 |
| 5월 7일 목요일  | 투표일                                                             |
| 5월 18일 월요일 | 제 56대 의회 소집                                                  |
| 5월 27일 수요일 | 의회 개회 선언                                                     |

## 정당 및 후보자

### 개요
총선 출마 마감 기한일인 2015년 4월 9일 기준, 선거위원회의 정당 등록부에는 그레이트브리튼에서는 428개 정당이, 북아일랜드에서는 36개 정당 이 등록되어 있다. 등록된 정당에 속하지 않는 후보자들은 '무소속' 호칭을 사용할 수 있으며, 아무런 호칭을 사용하지 않아도 된다.
보수당과 노동당은 1922년 이래로 가장 큰 두 정당이며, 그 해 이후로 역대 영국 수상들을 모두 배출해 냈다. 여론 조사에 의하면 두 정당은 65 ~ 75%의 표를 얻고 80 ~ 85%의 의석을 획득할 것으로 예측되며, 선거 후 이들 정당 중 한 정당의 대표가 수상이 될 것이라고 전망되고 있다. 자유민주당은 수년간 영국에서 제3정당의 자리를 차지해 왔지만, 여러 시사평론가들이 말하는 바처럼 2010년 총선 이후로는 여타 정당들이 자유민주당에 비해 상승세를 보였다. 《이코노미스트》는 "익숙했던 양대정당 및 단일절반정당 체제 (familiar two-and-a-half-party system)" (보수당과 노동당, 자민당 체제)가 영국 독립당 (UKIP), 녹색당, 스코틀랜드 국민당 (SNP)의 부상으로 "무너져가는 양상을 보이고 있다"고 말했다. 《뉴스나이트》와 《이코노미스트》는 자민당, 스코틀랜드 국민당, 영국 독립당, 녹색당이 모두 주목을 받으면서 정국이 6당 체제로 옮겨가고 있다고 평했다. 영국 내 선거보도를 조정하는 역할을 하는 오프콤은 2015년 5월 총선과 지선에서, 그레이트브리튼의 주요 정당은 보수당, 노동당, 자민당이고, 잉글랜드와 웨일스에서는 영국 독립당이 주 정당, 스코틀랜드에서는 스코틀랜드 국민당이 주 정당, 웨일스에서는 웨일스당 (PC)이 주 정당이며, 녹색당은 주요 정당이 아니라고 결정했다. BBC의 지침은 이와 유사하지만 그레이트브리튼의 '큰 정당' 범주에서 영국 독립당을 제외하고, 그러는 대신 영국 독립당을 "가장 큰 정당들이 기여하는 적절한 수준의 보도와, 어떤 경우에서는 유사한 수준의 보도"를 내보내야 한다고 말했다. 선거 대표 토론회에는 7개 정당 (보수, 노동, 자민, 영국독립, 스코틀랜드 국민, 플라이드 컴루, 녹색)이 참가했다.

### 그레이트브리튼 기반 정당
그레이트브리튼 기반 정당 (주로 다른 정치문화를 갖고 있는 북아일랜드에서만 활동하는 정당이 여럿 존재한다. 아래 북아일랜드 단락 참고)은 경합을 벌인 의석수 순으로 나열하면 다음과 같다.
- 보수당: 데이비드 캐머런 현 수상이 이끈다. 보수당은 2010년 선거에서는 가장 많은 의석 (306석)을 차지했고, 지난 연립정부에서 주류 정당에 속했다. 이번 선거에서는 의석 647석 (북아일랜드의 두 선거구와 의장석 제외한 모든 의석)을 두고 경합을 벌였다.
- 노동당: 에드 밀리밴드 현 야당 대표가 이끈다. 노동당은 1997년부터 2010년까지 정권을 잡았었다. 2010년 선거 이후 258석을 가지면서 여왕 폐하의 야당 (혹은 공식 야당이라고도 부름)이 되었다. 의장석을 제외한 그레이트브리튼 내 632곳 선거구 가운데 631곳에서 경합을 벌였다.[참고 1]
- 자유민주당: 닉 클레그 현 부수상이 이끈다. 자유민주당은 2010년 선거에서 57석을 차지했고, 2010년 ~ 2015년 연립정부에서는 소규모 정당이었다. 자유민주당은 노동당과 동일하게 631석을 두고 경합을 벌였다.
- 영국 독립당 (UKIP): 이전에는 의원에 당선되지 않았으나 이번 총선에서 사우스터넷 선거구에 출마한 나이젤 파라지 유럽 의회 의원이 이끈다. 영국 독립당은 2010년 총선에서 네 번째로 많은 표를 얻었으나 의석은 확보하지 못했다. 2014년 재보궐선거에서 두 석을 얻었으며 2014년 유럽의회 총선에서는 가장 높은 비율로 득표했다. 영국 독립당은 영국 전역에서 624석을 두고 경합을 벌였다.[참고 2]
- 녹색당: 그레이트브리튼 내에서 활동하는 별개의 정당이지만 서로 협력하는 잉글랜드 및 웨일스 녹색당과 스코틀랜드 녹색당을 말하는데, 보통 여론조사에서는 두 정당을 구분짓지 않는다. 잉글랜드 및 웨일스 녹색당은 이전에는 의원에 당선되지 않았지만 이번 총선에서 홀본 세인트판크라스 선거구에 출마한 내털리 베넷이 이끈다. 스코틀랜드 녹색당은 패트릭 하비 스코틀랜드 국회의원과 매기 채프먼 시의회 의원이 이끌며, 둘 모두 이번 총선에서는 출마하지 않았다. 2010년 총선에서는 캐롤라인 루카스가 유일한 녹색당 의원으로 당선되었고, 두 당은 둘이 합쳐서 1%의 표를 얻어 전체 7위를 차지했다. 녹색당은 그레이트브리튼 내 의석 568석에 출마했다.
- 스코틀랜드 국민당: 이번 총선에 출마하지 않는 니컬라 스터전 스코틀랜드 국회의원이 이끈다.[참고 3] 스코틀랜드 국민당은 스코틀랜드 내 의석만을 두고 경합을 벌이며, 스코틀랜드 내 전 선거구 59곳에 출마하게 된다. 2010년 총선에서는 여섯 석을 확보하면서 스코틀랜드에서는 두 번째, 전체는 여섯 번째로 가장 많은 표를 얻었다. 2011년 스코틀랜드 의회 선거에서 승리했고 2014년 9월에 있었던 스코틀랜드 독립 국민투표에서는 찬성 운동을 후원한 주요 정치 정당으로 급격한 지지를 얻었었다.[31] 2015년 총선이 치러진 뒤 의석 획득 순으로 따지면 스코틀랜드 국민당이 자유민주당을 제치고 전체 세 번째로 큰 정당이 된다는 것이 대부분의 예측이었다.[21]
- 웨일스당: 이번 총선에 출마하지 않는 린 우드 웨일스 국회의원이 이끈다.[참고 4] 웨일스당은 웨일스에서만 활동하며 웨일스 내 전 선거구 40곳에 출마했다. 2010년 총선에서는 세 명의 의원이 당선되고 득표 비율순으로 보면 웨일스에서 4위를 차지했으며, 이후 2011년 웨일스 국회 선거에서 3위로 마감했다.

그레이트브리튼 기반 정당 대표
- 보수당 대표
데이비드 캐머런
- 노동당 대표
에드 밀리밴드
- 자유민주당 대표
닉 클레그
- 스코틀랜드 국민당 대표
니컬라 스터전
- 영국 독립당 대표
나이절 패라지
- 웨일스당 대표
린 우드

#### 원외 정당
한편으로는 수십 개의 원외 정당이 그레이트브리튼에서 출마했다. 2010년 사회주의 정당들의 선거 연합으로 창당된 노동조합원 사회주의연합은 135명의 후보자가 있으며 40명 이상의 후보자가 있는 유일한 원외 정당이다. 리스펙트당은 2012년 브래드포드웨스트 재보궐선거에서 당선된 의원 1명 (조지 갤러웨이)과 함께 선거에 뛰어들었지만 단 네 명의 후보자만 출마했다. 극우 국수주의 정당인 브리튼 국민당은 지난 2010년 총선에서는 338명의 후보자로 1.9%를 득표하고 5위로 마감했지만, 지지가 급락하면서 후보자 여덟 명이 출마했다. 그 외에도 2015년 총선에 출마하는 후보자는 무소속 후보, 북아일랜드 기반 정당 소속 후보, 원외 정당 후보를 모두 포함하면 753명이 있었다.

### 북아일랜드 기반 정당
오프콤, BBC, 그리고 기타 언론에서 거론되는 바에 따르면 북아일랜드 (18개 선거구)의 주요 정당은 다음과 같다 (2010년 총선 득표율 순).
- 신 페인: 2010년 총선에서 신 페인은 북아일랜드에서 가장 많은 표를 얻었으나, 5개 선거구에서 승리하면서 의석 수로는 2위를 차지했다. 또 2011년 북아일랜드 총선에서는 2위였지만 2014년 유럽의회 총선에서는 1위를 차지했다. 신 페인은 하원에 관해서 자제주의 정책을 따르고 있으며, 지금까지 하원에서 의석을 얻은 적은 없었다. 신 페인은 아일랜드 공화국에서도 활동하며, 이쪽에서는 의회 내 의석을 가지고 있다. 이번 총선에서는 북아일랜드 전 18곳 선거구에서 출마했다.
- 민주연합당 (DUP): 2010년 총선에서 민주연합당은 여덟 석을 얻어 북아일랜드 내에서는 가장 크고, 영국 전체에서는 네 번째로 큰 정당이 되었다. 또한 2011년 북아일랜드 의회 선거에서도 승리했지만 2014년 유럽의회 선거에서는 2위에 머물렀다. 전체 18곳 선거구 중 두 선거구에서는 얼스터 연합당과 선거 협약에 들어가면서 16석을 두고 경합을 벌였다.
- 사회민주노동당 (SDLP): 사회민주노동당은 득표순과 의석수 순으로 보면 2010년 총선과 2011년 총선에서는 모두 3위, 2014년 유럽 총선에서는 4위를 차지했다. 의회가 해산되기 전까지는 3석을 확보했었다. 일반적으로 사회민주노동당 의원들이 노동당 원내총무를 맡으면서, 사회민주노동당은 그레이트브리튼의 노동당과도 관계를 맺고 있다. 이번 총선에서 사회민주노동당은 헝 의회가 될 경우 노동당을 지원할 것으로 예상되었으며,[35] 전 18곳 선거구에 출마했다.
- 얼스터 연합당 (UUP): 2010년 총선에서 얼스터 연합당은 보수당과 선거연합을 결성하고 북아일랜드 내 득표수에서 4위를 차지했으나, 의석은 얻지 못했다. 2014년 유럽의회 선거에서는 3위를 차지하며 유럽의원 한 명을 얻었다. 2011년 북아일랜드 총선에서는 4위에 올랐다. 얼스터 연합당은 15석을 두고 경합을 벌였는데, 민주연합당과의 선거협약으로 인해 두 선거구에는 출마하지 않았으며 전 얼스터 연합당 의원이자 현 무소속 의원인 실비아 허먼과 겨룰 후보자도 지명하지 않았다.
- 북아일랜드 연합당: 연합당 소속 의원은 한 명인데, 2010년 선거에서 초선으로 당선된 나오미 롱이다. 2010년 총선에서는 득표순으로 5위, 2011년에는 전체 5위, 2014년에는 6위에 올랐다. 연합당은 그레이트브리튼의 자유민주당과 관련이 있는데, 연합당 전 대표는 자유민주당 소속으로 상원 의원으로 있다. 그러나 2010년 당선된 연합당 의원은 하원 내에서 자유민주당이 있는 내각석이 아닌 야당석에 있다. 2015년 총선에서는 북아일랜드 전 18곳 선거구에 출마했다.

2015년 총선에 나선 북아일랜드 내 소규모 정당으로는 정통 연합주의자의 목소리 (Traditional Unionist Voice, 6석 경합)와 북아일랜드 녹색당 (5석 경합)이 있다. 두 당은 현재 북아일랜드 국회에서 각각 한 석을 차지하고 있다. 노스다운 선거구는 실비아 허먼 무소속 의원이 차지하고 있다. 북아일랜드 보수당과 영국 독립당은 후보를 낸 한편, 노동당과 자유민주당은 북아일랜드에서 활동하지 않는다.

### 협약 및 연합 가능성
영국 선거제도에서는 정당 간의 연합이 드물었는데, 한 정당이 하원 내에서 절대다수를 차지하는 경우가 보통이었기 때문이다. 하지만 지난 정부가 연합으로 구성되기도 했고 여론조사도 어느 한 정당에 변함없거나 큰 우세를 보이지 않았기 때문에, 선거 후 연합이나 그 외에 신임공급 협약 같은 협약 체결의 가능성에 대해 많은 논의가 있었다.
영국 정당 중에서 주권국 (잉글랜드, 스코틀랜드, 웨일스, 북아일랜드) 내 일부 지역에서만 출마한 정당들은 다른 지역에 출마한 정당과 상호 관계를 맺고 있다. 그 정당들은 다음과 같다.
- 노동당 (그레이트브리튼) - 사회민주노동당 (북아일랜드)
- 자유민주당 (그레이트브리튼) - 연합당 (북아일랜드)
- 스코틀랜드 국민당 (스코틀랜드) - 웨일스당 (웨일스)
  - 웨일스당은 잉글랜드 내 지지자들에게 녹색당에 투표할 것을 권하는 한편,[37] 스코틀랜드 국민당 대표 니컬라 스터전은 자신이 웨일스에 있었다면 웨일스당에, 잉글랜드에 있었다면 녹색당에 투표했을 것이라고 말하기도 했다.[38]
- 잉글랜드 및 웨일스 녹색당 (잉글랜드와 웨일스) - 스코틀랜드 녹색당 (스코틀랜드) - 북아일랜드 녹색당 (북아일랜드)

2015년 3월 17일에는 민주연합당과 얼스터 연합당이 선거 협약에 합의했다. 민통당이 퍼매너 사우스티론 선거구 (2010년 총선에서 단 4표차로 당선된 신 페인 후보 마이클 길더뉴의 선거구)와 뉴리 아마 선거구에 후보자를 출마시키지 않고, 그 대신 얼스터 연합당은 벨파스트 이스트와 벨파스트 노스 선거구를 양보해준다는 것이었다. 신 페인도 사회민주노동당에 이와 비슷한 협약을 제안했으나 사민노당 측에서 거부했다. 이와 더불어 민주연합당은 스코틀랜드 내 유권자들에게, 스코틀랜드 국민당을 이기는 데 가장 알맞다고 평가한 찬연합 성향의 후보자를 지지해달라고 요청하기도 했다.

### 후보자
정당과 개인이 후보지명서를 임시 선거관리위원에게 제출하는 마감 기한 (및 후보 사퇴 마감 기한)은 2015년 4월 9일 오후 4시였다. 총 후보자 수는 역대 두 번째로 많은 3,971명으로, 지난 2010년 총선의 후보자 기록인 4,150명에서 소폭 하락했다.
2015년 총선에 출마한 여성 후보 수는 2010년 총선의 854명 (21.1%)에서 1,020명 (26.1%)으로 증가해, 순 후보자 수와 비중 면에서 모두 새로운 기록을 세웠다. 주요 정당에서 여성 후보의 비율은 북아일랜드 연합당의 41%에서 영국 독립당의 12%까지 다양했다. UCL의 영국 의회 후보 프로젝트 (Parliamentary Candidates UK project) 자료에 따르면 주요 정당별 흑인 및 소수민족 출신 후보의 퍼센트 비율은 각각 보수당이 11%, 자민당이 10%, 노동당이 9%, 영국 독립당이 6%, 녹색당이 4%였다. 일곱 개 주요 정당 후보자의 평균 나이는 45세였다.
2015년 총선에서 가장 나이가 어렸던 후보자는 솔로몬 커티스 (노동당, 웰든 출마), 니엄 맥카시 (무소속, 리버풀워버트리 출마), 마이클 버로스 (영국 독립당, 인버클라이드 출마), 디클란 로이드 (노동당, 사우스이스트콘월 출마), 로라제인 로싱턴 (영국공산당, 플리머스서턴 데번포트 출마) 후보로, 모두 18세였다. 가장 나이가 많았던 후보자는 어르신들의 독립당 (Elderly Person's Independent Party, EPIC) 소속으로 일포드노스 선거구에 출마한 도리스 오슨 후보로, 당시 84세였다. 그 외에 80세를 넘긴 후보자들은 총 세 명으로, 제럴드 코프먼 경 (84세, 맨체스터고튼 출마), 데니스 스키너 (83세, 볼소버 출마), 데이비드 위닉 (81세, 월솔노스 출마)이다. 이들은 모두 노동당 소속 장기 의원으로 재선하기 위해서 2015년 총선에 출마했다.
한편 후보지명이 마감된 후 노동당 소속 후보 두 명과 영국 독립당 소속 후보 두 명 이 각각 정당으로부터 정직 처분을 받았다. 또한 후보자 한 명이 사망하기도 했는데, 북아일랜드의 가수이자 1960년대 유로비전 송 콘테스트 참가자였으며 햄프스테드 킬번 선거구에서 무소속으로 출마한 상태였던 로니 캐롤이다. 캐롤은 무소속이었기 때문에 투표일은 연기되지 않았으나, 투표 용지가 이미 발행된 뒤였기 때문에 캐롤의 이름은 용지에 남게 되었다. 이와는 달리 앞서 두 총선에서는 각각 한 선거구씩 후보가 사망하여 해당 선거구 내 투표일을 연기한 적이 있었다.

## 선거 운동

### 헝 의회 가능성
전후 영국 정치사에서 헝 의회가 되는 상황은 흔치 않았으나, 현 내각이 연합이기도 하고 여론조사에서도 어느 한 정당에 크거나 지속적인 우세를 보이지 않으면서, 절대다수를 얻는 정당은 없을 것이고 신 연합이나 신임공급 협약처럼 다른 준비로 이어지게 될 것이라는 예측과 전망이 선거 운동 내내 널리 있었다. 이는 다수정당 체제의 부상과 영독당, 스코틀랜드당, 녹색당의 지지도 상승과도 연관이 있었다.
대부분의 선거 운동을 좌우했던 것은 헝 의회로 결과가 나타날 경우 여러 정당은 무엇을 할 것인지에 대한 쟁점이었다. 소수 정당들은 자신들이 협상에 참여할 수 있는 만큼 정권에 중점을 두었는데, 노동당과 보수당 모두 과반 내각 확보를 향해 힘쓰고 있다고 강조했지만 연내 2차 선거 가능성에도 대비하고 있는 것으로 보도되기도 했다. 실제로 노동당은 헝 의회가 될 경우 자유민주당에게 '밥상 (board)'을 차려 제공할 준비를 했었다. 대다수 예측에서는 노동당이 보수당보다 더 많은 지지를 받을 수 있고, 보수당 내각을 유지하는 데 여러 정당, 특히 스코틀랜드 국민당이 참여할 것이라고 보았다.
보수당의 선거 운동은 스코틀랜드 국민당이 지지하는 소수 노동당 정부의 위험성을 말하며 유권자들을 불안하게 만드는 쪽을 노렸다. 이를 통해 선거 운동 의제를 좌우하고 이들을 지지하는 유권자들을 자극하는 데 효력을 발휘했다. 노동당은 이에 맞서 선거 후 스코틀랜드 국민당과 협력할 것을 강력히 부인했다. 그 밖에 여러 시도들, 예컨대 보수당과 민주연합당, 그리고 영국 독립당이 참여하는 '블루킵 (Blukip)' 우파 연합에 대해 비슷하게 우려를 제기했던 자유민주당의 시도는 이보다 덜 성공적이었다.
노동당, 보수당, 자유민주당, 이 세 정당은 모두 스코틀랜드 국민당과의 연합 방안을 거절했다. 이는 특히 예전에 스코틀랜드 국민당으로부터 지지를 받은 적이 있었던 노동당이 주목받았다. 스코틀랜드 국민당은 성명서를 통해 "스코틀랜드 국민당은 토리당이 정권을 절대로 잡도록 하지 않을 것이다. 대신에 선거 후 반토리 다수당이 생겨난다면, 우리 당은 토리당을 따돌리기 위해 타 정당과의 활동을 제의할 것이다"라고 말했다. 니컬라 스터전 스코틀랜드 국민당 대표는 이후 STV에서 열린 스코틀랜드 대표 토론회에서 "에드 밀리밴드가 수상이 되는 데 도울" 준비를 했다며 이를 뒷받침했다. 하지만 4월 26일, 밀리밴드는 스코틀랜드 국민당과의 신임공급 협약 가능성도 배제했다. 밀리밴드 대표의 발언은 대중에게 자신이 소수당 정부를 목표로 나아가고 있음을 내비쳤다.
자유민주당은 어느 정당이든 가장 많은 의석을 얻은 정당과 우선적으로 협의할 것이라고 밝혔다. 이후 당은 '우리는 보수당 내각에는 마음을 줄 것이고, 노동당 내각에는 지성을 줄 것입니다'란 표어로 고정된 영향력이 보수당이나 노동당 모두에게 다수당에 못 미치게 만들 것이라고 유세했다.
노동당과 자유민주당 모두 영국 독립당과의 연합 가능성을 배제했다. 러스 데이비슨 스코틀랜드 보수당 대표는 스코틀랜드 대표 토론회에서 영국 독립당과의 합의에 대해 질문받자 "영국 독립당과의 합의는 없습니다"라고 답했다. 데이비슨 대표는 헝 의회에서 자신과 수상이 선호하는 쪽은 소수 보수당 내각이라고 이어 말했다. 영국 독립당은 2015년 크리스마스 전에 열릴 유럽연합 회원국 국민 투표에 대한 보답으로, 신임공급 협약을 통해 소수 보수당 내각을 지지할 수 있다고 말했다. 또한 이 협약을 통해 민주연합당이 영국 독립당에 합류하는 방안을 말하기도 했다. 영국 독립당과 민주연합당은 원내에서 함께 협력할 것이라고 말했다. 민주연합당은 헝 의회가 생겨날 가능성과 그로 인해 본 당에 끼칠 영향을 환영했다. 나이절 도즈 부대표는 민주연합당이 보수당이나 노동당과 협력할 수 있지만, "모든 것이 다 갖춰진 연합 내각에는 관심이 없다"고 밝혔다. 피터 로빈슨 대표는 민주연합당은 어느 정당이든 가장 많은 의석을 차지하는 쪽에 우선적으로 협의할 것이라고 밝혔다. 민주연합당은 자신들의 지지를 위해 국방비 2% 투입, 유럽연합 회원국 국민 투표, 재직 처벌 파기를 바란다고 말했다. 한편으로는 스코틀랜드 국민당의 내각 참여를 반대했다. 얼스터 연합당도 스코틀랜드 국민당이 스코틀랜드 내에서의 또다른 독립 국민 투표를 원할 시에는 서로 협력하지 않을 것이라고 내비쳤다.
잉글랜드 웨일스 녹색당, 플라이드 텀리, 스코틀랜드 국민당은 모두 보수당과의 협력을 배제하고, 긴축 반대에 "어느 쪽이든 가능한 방향으로" 협력하는 데 동의했다. 또한 각 당은 노동당과의 어떠한 합의이든 트라이던트 핵미사일을 대체하지 않는 것을 조건으로 걸겠다고 말했다. 이와 관련해 잉글랜드 웨일스 녹색당은 "레드라인은 긴축이다"라고 밝혔다. 웨일스당과 녹색당 모두 노동당과의 연합보다는 신임공급 협약을 선호한다고 밝혔다. 앨러스데어 맥도널 사회민주노동당 대표는 "우리는 노동당 내각의 중추 혁신파가 되겠다"면서, 그 밖에도 "사회민주노동당은 데이비드 캐머런과 보수당 지지를 무조건 거부하겠다"고 말했다. 신 페인은 기존의 자제주의 입장을 되풀이했다.
그러나 정작 본 선거에서 보수당이 절대 다수를 확보하면서, 앞서 있었던 수많은 추측과 입장은 무의미하게 됐다.

### 정부 재정 문제
정부의 재정 적자와 그에 따른 책임자, 그리고 그와 관련된 협의 방안도 이번 총선의 주된 화제였다. 일부 소수 정당들이 긴축을 반대한 반면, 보수당, 노동당, 자유민주당, 영국 독립당은 그 범위가 서로 다르긴 했으나 모두 추가 삭감에 찬성했다.
보수당의 선거 운동은 전 노동당 내각의 재정 적자를 비난하는 쪽을 노렸으며, 노동당은 이에 대한 답으로 자신들의 재정 책임을 규명하려고 시도했다. 시사평론가들은 여러 지출 서약들 (예컨대 국민의료보험 관련 지출)을 했던 보수당을 비롯, 두 주요 정당들이 각각 상대방의 텃밭 지역에서 선거전을 펼치려 하는 '정치 크로스드레싱'을 하고 있다고 말하기도 했다.

## 텔레비전 토론회와 정당 및 후보자 지지
지난 총선에서는 대표간 연속 토론회가 영국에서는 처음으로 텔레비전으로 생중계되었다. 이번 총선에서도 많은 논의가 이뤄지고 다양한 제안이 나온 뒤 노동당, 보수당, 자유민주당, 영국독립당, 녹색당, 스코틀랜드 국민당, 웨일스당 대표의 7인 토론회가 관련 연속 프로그램들과 함께 열리게 되었다.
한편 이번 총선의 선거 운동에서는 도로변 광고판에 있던 정당 포스터가 사라진 것에 대해 주목을 끌었다. 2015년은 "선거 운동 포스터의 죽음"이란 말이 나오기도 했다.
더불어 이번 총선에서는 각종 신문사들과 단체, 그리고 개인이 정당이나 개별 후보자의 지지를 표명했다.

## 여론 조사

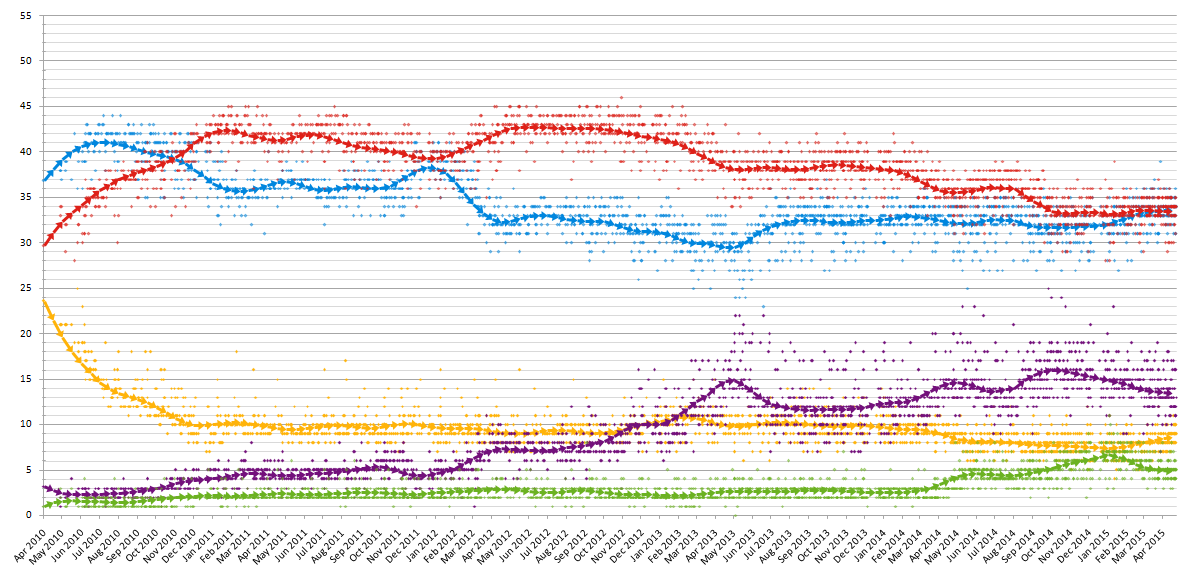

제 55대 영국 의회 전반에 걸친 여론조사의 1·2위는 예외 없이 보수당과 노동당이 번갈아 차지했다. 노동당은 2010년 하반기 여론조사에서 선두에 올랐는데, 부분적으로는 자유민주당의 지지도 폭락으로 인한 것이었다. 선두차는 보수당의 지지도가 영국 독립당의 지지도 상승과 함께 급격히 떨어지면서 2012년 동안 10% 가까이 올라갔다. 2013년이 시작되자마자 영국 독립당은 자유민주당을 제치고 세 번째로 인기가 높은 정당으로 등극했다. 이에 따라 보수당을 앞서던 노동당의 선두 격차는 영국 독립당이 이들 정당으로부터 지지를 얻기까지 하면서 떨어지기 시작했고, 연말 여론조사에서 보수당 33%, 영국 독립당 11%에 비해 노동당은 39%의 지지율을 보이는 데 이르렀다.
영국 독립당은 2014년 유럽 총선에서 26.6%의 득표율을 보였고, 웨스트민스터에서의 여론조사 지지도는 이 정도 수준까지 미치지는 못했지만 그 해 내내 15% 너머까지 상승했다. 2014년은 스코틀랜드 독립 국민 투표로 대표되는 해이기도 했다. 투표 결과 '반대'표가 이기긴 했지만 스코틀랜드 국민당의 지지도는 투표가 치러진 뒤 급격히 상승했고, 연말에는 스코틀랜드 내 지지도가 43%에 도달해, 2010년 총선 당시의 지지율로부터 노동당 (-16%)과 자유민주당 (-13%)을 밀어내고 23% 상승했다. 스코틀랜드보다 여론조사가 덜 이뤄지는 웨일스에서는 2012년부터 2014년까지 2위인 보수당을 앞선 노동당의 우세가 28%에서 17%로, 덜한 비율로 감소하는 모습을 보였다. 여기서 줄어든 표심은 주로 영국 독립당 (+8%)과 웨일스당 (+2%)으로 향했다. 웨일스당과 녹색당의 지지도 소폭 상승 (2% ~ 6% 정도) 과 동시에, 영국 독립당과 스코틀랜드 국민당의 부상으로 보수당과 노동당의 통합 지지도가 65% 정도의 기록적인 최저치로 전락하는 모습을 보였다. 이때의 지지도 하락은 노동당에서 주로 보였는데, 2014년 말까지 선두차가 2% 아래로 폭락했다. 한편 2010년 말부터 10% 정도로 유지되던 자유민주당의 지지도는 8% 정도로 더욱 하락했다.
2015년 초에도 노동당의 선두는 하락을 계속하다 3월이 시작되면서 끝나고 말았다. 선거 운동 기간의 여론조사는 비교적 변동이 없는 상태로 유지되었는데, 노동당과 보수당의 여론조사 지지도는 33 ~ 34%로 모두 지속적인 선두를 달리지 못했다. 녹색당과 영국 독립당의 지지도는 각각 1 ~ 2%로 근소하게 하락한 모습을 보인 반면, 자유민주당의 지지도는 9% 정도까지 상승했다. 스코틀랜드에서 스코틀랜드 국민당의 지지도는 3월 초 여론조사 수치 기준 54%에 달해 계속 증가했고, 노동당의 지지도는 그에 따라 계속 하락했다. 반면 웨일스에서는 선거 운동 마지막날 여론 조사에서 노동당의 지지도는 39%로 (줄어든) 선두를 유지했으며, 보수당 26%, 웨일스당 13%, 영국 독립당 12%, 자유민주당 6%인 것으로 나타났다. 전국 투표를 기준으로 한 최종 여론조사에서는 보수당과 노동당 모두 31 ~ 36%로 보수당 우세·노동당 우세·경합이라는 혼전 양상을 보였고, 영국 독립당은 11 ~ 16%, 자유민주당은 8 ~ 10%, 녹색당은 4 ~ 6%, 스코틀랜드 국민당은 4 ~ 5%를 차지했다.
전국 여론조사와 더불어 애쉬크로프트 경은 2014년 5월부터 근소차로 경합하는 선거구와 소수 정당들이 중요한 도전자로 나설 것으로 예측되는 선거구의 연속 여론조사를 축적했다. 애쉬크로프트 경의 여론조사가 시사한 것 중에는 스코틀랜드 민주당의 지지도 상승이 50석 이상의 의석으로 변하게 될 것· 노동당과 보수당이 근소차로 얻은 선거구에서는 전반적으로 작은 양식이 있었음· 캐롤라인 루카스 녹색당 의원은 의석을 유지할 것· 닉 클레그 자유민주당 대표와 나이절 파라지 영국 독립당 대표 모두 본인의 선거구에서 당선되기 위해서는 치열한 접전을 마주하게 될 것· 마지막으로 자유민주당 의원들은 전국 여론조사가 시사한 것보다 더 적은 수의 의석을 잃게 되는 재임 효과를 누리게 될 것 등의 결과가 있었다. 자유민주당의 의석 비율은 여타 소수 정당들처럼 총 전국 득표율보다 상당히 낮을 것 같다고 예상했다. 각 정당에서는 애시크로프트의 여론조사 결과에 의문을 제기했지만, 여러 여론 기관의 선거 예측에 포함됐다.

### 투표 한달 전 예측
영국에서 사용되는 선 결승통과제는 한 정당이 획득한 의석 수가 그 정당의 득표율과 꼭 들어맞지는 않는다는 것을 의미한다. 그래서 여론조사 데이터와 다른 정보를 의석수 예측에 전환하는 데에는 여러 가지 접근 방식이 이용됐다. 아래 표에서는 그 예측 중 일부를 나열해 놓았다. 일렉션포캐스트는 《뉴스나이트》와 파이브서티에이트에서 인용했다. MAy2015.com은 《뉴 스테이츠맨》 지가 진행한 프로젝트다.
의석 예측은 그레이트브리튼 구성국 (잉글랜드, 스코틀랜드, 웨일스)을 대상으로 한 전국 여론조사를 통해 산출한 것이며, 각 선거구별 여론 조사, 특히 애시크로프트의 여론조사를 추가로 포함한 것도 있다. 또 접근 방식에 따라 전국 균일 선회제 (UNS)를 사용하거나 하지 않은 것도 있다. 이른바 '오늘의 날씨 (nowcast)', 즉 현재의 여론조사만을 이용한 쪽이 있는가 하면 (일렉터럴 캘컬러스, May2015.com, 가디언 지), 역대 여론조사 데이터를 기반으로 한 여론조사 변동 추세를 예측 요인에 포함하기도 했다 (일렉션포캐스트, 일렉션스 Etc.). 상호 여론조사는 대중의 지혜를 이용한 것으로, 베팅 활동을 통한 예측을 기반으로 했다. 아래 표에서 스포팅 인덱스 칼럼은 호가와 판매가 사이의 접점으로 각 정당이 얻을 의석 수를 대상으로 베팅했던 한편, 퍼스트패스트 더 포스트 닷넷은 각 개별 선거구의 당선자 예측에 관대한 베팅을 종합했다. 별개의 정치 문화를 가진 북아일랜드까지 대상으로 한 예측도 있는 반면 나머지 예측에서는 제외했다. 정당 순서는 2015년 총선 전인 제 55대 영국 하원의 의석수 순으로 나열했으며, 다음과 같다.
| 정당              | 일렉션포캐스트 (뉴스나이트 인덱스) 2015년 4월 9일 기준 | 일렉터럴 캘컬러스 2015년 4월 12일 기준 | 일렉션스 ETC 2015년 4월 3일 기준                                    | 가디언 2015년 4월 12일 기준 | May2015.com 2015년 4월 12일 기준      | 스포팅 인덱스 2015년 4월 12일 기준 | 퍼스트 패스트 더 포스트 2015년 4월 12일 기준                        |
| ----------------- | ------------------------------------------------------ | -------------------------------------- | ------------------------------------------------------------------- | --------------------------- | ------------------------------------- | ---------------------------------- | ------------------------------------------------------------------- |
| 보수당            | 284                                                    | 278                                    | 289                                                                 | 281                         | 271                                   | 267                                | 283                                                                 |
| 노동당            | 274                                                    | 284                                    | 266                                                                 | 271                         | 277                                   | 272                                | 279                                                                 |
| 자유민주당        | 28                                                     | 17                                     | 22                                                                  | 29                          | 26                                    | 25                                 | 28                                                                  |
| 민주연합당        | 8                                                      | 기타란에 포함                          | 그레이트브리튼 정당만 예측                                          | 기타란에 포함               | 기타란에 포함                         | 예측 판로 없음                     | 8.7                                                                 |
| 스코틀랜드 국민당 | 41                                                     | 48                                     | 49                                                                  | 50                          | 54                                    | 42                                 | 38                                                                  |
| 영국 독립당       | 1                                                      | 2                                      | 5                                                                   | 4                           | 3                                     | 6                                  | 7                                                                   |
| 사회민주노동당    | 3                                                      | 기타란에 포함                          | 그레이트브리튼 정당만 예측                                          | 기타란에 포함               | 기타란에 포함                         | 예측 판로 없음                     | 2.7                                                                 |
| 플라이드 컴리     | 2                                                      | 3                                      | 3                                                                   | 3                           | 3                                     | 3.3                                | 3                                                                   |
| 녹색당            | 1                                                      | 1                                      | 1                                                                   | 1                           | 1                                     | 1.25                               | 1                                                                   |
| 기타              | 8                                                      | 18 (NI 의원 18석 포함)                 | 그레이트브리튼 정당만 예측함 다만 반올림하면 총합 632석을 넘지 않음 | 18 (NI 의원 18석 포함)      | 19 (NI 의원 18석 리스펙트당 1석 포함) | 예측 판로가 없었음                 | 리스펙트당 0.5 얼스터 연합당 0.9 의장석 1 신 페인 4.5 실비아 허먼 1 |
| 종합 결과(확률)   | 헝 의회(93%)                                           | 헝 의회(60%)                           | 헝 의회(80%)                                                        | 헝 의회                     | 헝 의회                               | 헝 의회                            | 헝 의회                                                             |

이 외에도 다른 예측들이 발표됐다. 2015년 3월 27일에 개최된 선거 예측 컨퍼런스에서는 그레이트브리튼 내 선거 결과를 11가지로 예측해 내놓았다 (그 중 일부는 위 표에 포함됐다). 컨퍼런스의 의석수 예측 평균치는 노동당 283석, 보수당 279석, 자유민주당 23석, 영국 독립당 3석, 스코틀랜드 국민당 41석, 플라이드 컴리 3석, 녹색당 1석이었다. 이 상황에서는 제3 정당의 지지 없이도 서로 연합해 과반을 이룰 수 있는 두 정당은 보수당과 노동당이 연합할 경우를 제외하면 없었다. 4월 27일 마권업체 패디 파워의 로리 스코트는 보수당 284석, 노동당 272석, 스코틀랜드 국민당 50석, 영국 독립당 3석, 녹색당 1석으로 예측했다. 《벨파스트 텔레그라프》의 루시트토크는 북아일랜드의 선거 결과를 민통당 9석, 신 페인 5석, 사민노당 3석, 실비아 허먼 의원 1석으로, 민통당이 벨파스트이스트 지역구에서 동맹당으로부터 승리하여 의석 변화가 1석만 있을 것으로 예측했다.

### 투표 전 최종 예측
5월 첫째주 기준 정당별 예측 득표율은 다음과 같다.
| 정당              | BMG  | TNS-BNRB | 오피니엄 | ICM     | 유고브 | 입소스 모리 | 애시크로프트 | 컴레스  | 패널베이스 | 퍼퓰러스 | 서베이션 |
| ----------------- | ---- | -------- | -------- | ------- | ------ | ----------- | ------------ | ------- | ---------- | -------- | -------- |
| 보수당            | 33.7 | 33       | 35       | 34      | 34     | 36          | 33           | 35      | 31         | 33       | 31.4     |
| 노동당            | 33.7 | 32       | 34       | 35      | 34     | 35          | 33           | 34      | 33         | 33       | 31.4     |
| 영국 독립당       | 12   | 14       | 12       | 11      | 12     | 11          | 11           | 12      | 16         | 14       | 15.7     |
| 자유민주당        | 10   | 8        | 8        | 9       | 10     | 8           | 10           | 9       | 8          | 10       | 9.6      |
| 녹색당            | 4    | 6        | 6        | 4       | 4      | 5           | 6            | 4       | 5          | 5        | 4.8      |
| 스코틀랜드 국민당 | 4    | 4        | 4        | 5       | 5 PC   | 5           | 5            | 5       | 5          | 4        | 4.7      |
| 기타              | 2.6  | 2        | 1        | 2       | 1      | 0.5         | 3            | 2       | 2          | 2        | 1.9      |
| 우세              | 경합 | 보수 +1  | 보수 +1  | 노동 +1 | 경합   | 보수 +1     | 경합         | 보수 +1 | 노동 +2    | 경합     | 경합     |

PC 플라이드 컴리 포함
5월 7일 예측된 의석수는 다음과 같다.
| 정당              | 일렉션포캐스트 (뉴스나이트 인덱스)                     | 일렉터럴 캘컬러스        | 일렉션스 ETC                                | 가디언                 | May2015.com                      | 스포팅 인덱스  | 퍼스트패스트 더 포스트                                                    | 민      |
| ----------------- | ------------------------------------------------------ | ------------------------ | ------------------------------------------- | ---------------------- | -------------------------------- | -------------- | ------------------------------------------------------------------------- | ------- |
| 보수당            | 278                                                    | 280                      | 285                                         | 273                    | 273                              | 286            | 279                                                                       | 279.1   |
| 노동당            | 267                                                    | 274                      | 262                                         | 273                    | 268                              | 269            | 270                                                                       | 269.0   |
| 스코틀랜드 국민당 | 53                                                     | 52                       | 53                                          | 52                     | 56                               | 46             | 49                                                                        | 51.6    |
| 자유민주당        | 27                                                     | 21                       | 25                                          | 27                     | 28                               | 26.5           | 25                                                                        | 25.6    |
| 민주연합당        | 8                                                      | 기타란에 포함            | 그레이트브리튼 정당만 조사                  | 기타란에 포함          | 기타란에 포함                    | 예측 판로 없음 | 8.7                                                                       |         |
| 영국 독립당       | 1                                                      | 1                        | 3                                           | 3                      | 2                                | 3.3            | 4                                                                         | 2.5     |
| 사회민주노동당    | 3                                                      | 기타란에 포함            | 그레이트브리튼 정당만 조사                  | 기타란에 포함          | 기타란에 포함                    | 예측 판로 없음 | 2.7                                                                       |         |
| 플라이드 컴리     | 4                                                      | 3                        | 3                                           | 3                      | 3                                | 3.35           | 3.1                                                                       | 3.2     |
| 녹색당            | 1                                                      | 1                        | 1                                           | 1                      | 1                                | 1.15           | 0.7                                                                       | 1.0     |
| 기타              | 신 페인 5석 얼스터 연합당 1석 실비아 허먼 1석 의장 1석 | 18석 (NI 의원 18석 포함) | 1석 (그레이트브리튼 정당 한정) NI 의원 18석 | 18 (NI 의원 18석 포함) | 19 (NI 의원 18석 리스펙트당 1석) | 판로 없음      | 신 페인 4.7석 실비아 허먼 1석 의장 1석 얼스터 연합당 1석 리스펙트당 0.6석 |         |
| 종합 결과 (확률)  | 헝 의회(100%)                                          | 헝 의회(92%)             | 헝 의회(91%)                                | 헝 의회                | 헝 의회                          | 헝 의회        | 헝 의회                                                                   | 헝 의회 |

### 출구 조사
BBC, ITN, 스카이 뉴스가 공동으로 의뢰해 입소스 모리와 NOP가 조사한 출구 조사는 투표가 끝난 오후 10시에 공개됐는데, 그 결과는 놀라웠다.
| 정당                          | 정당              | 의석 |
| ----------------------------- | ----------------- | ---- |
|                               | 보수당            | 316  |
|                               | 노동당            | 239  |
|                               | 스코틀랜드 국민당 | 58   |
|                               | 자유민주당        | 10   |
|                               | 영국 독립당       | 2    |
|                               | 녹색당            | 2    |
|                               | 기타              | 23   |
| 보수당 승리, 과반에 10석 부족 |                   |      |

출구 조사에서는 보수당이 완전 과반에 10석이 모자라는 316석을 가질 것으로 예측하여, 당선될 것으로 예측된 신 페인 의원 5명이 의석을 갖지 않는 것을 감안하더라도 보수당이 내각을 수립하기엔 충분할 것으로 보였다.
출구 조사는 상당히 일관되게 이어져 왔던 선거 전 여론조사와는 현저히 달랐는데, 이로 인해 여러 전문가와 의원들이 출구조사가 틀렸고 최종 결과는 두 정당 간의 접전으로 나올 것이라고 추측했다. BBC 개표 방송에 출연한 패디 애시다운 전 자유민주당 대표와 앨러스테어 캠벨 전 노동당 홍보고문은 자신들의 대변 정당이 큰 의석 손실을 볼 것으로 예측되자, 출구조사가 맞아 떨어진다면 각각 "모자를 먹겠다", "나는 킬트를 먹겠다"고 약속하기도 했다.
결국 선거 결과는 보수당이 완전 과반인 330석을 얻어, 출구조사에서 예측됐던 것보다 보수당에게 더더욱 유리했던 것으로 드러났다. 애시다운과 캠벨은 5월 8일 BBC 《퀘스천 타임》에 출연해, '날 먹어주세요'라고 적힌 모자 모양과 킬트 모양 케이크를 선물받았다.

### 여론 조사 오류 및 정밀 조사
최종 선거 결과가 선거 전 마지막 몇 달 사이 발표된 대부분의 여론조사와는 득표와 의석수 면에서 상당히 달라지면서, 여론 조사 업계는 놀라울 정도로 뚜렷했던 보수당의 승리를 예측하지 못했다는 이유로 비판을 받았다. 그리고 여론조사원들이 이런 결과를 예측해지 못했던 이유를 밝히기 위한 설이 여러 가지 제기됐다. 그 중 하나는 단순히 최종 막판에 보수당으로 선회했하는 것인데, 여론조사 업체인 서베이션은 투표자의 13%가 마지막 며칠 동안에, 17%가 선거 당일에서야 마음속으로 결정했던 것이라고 주장했다. 또 서베이션은 선거 전날 집계한 여론조사는 보수당 37%에 노동당 31%였다고 주장했다. 다만 《데일리 미러》가 의뢰했던 이 조사는 다른 여론조사 결과와는 너무 동떨어진 것으로 우려해 발표하지는 않았다고 해명했다. 하지만 실제로는 여론조사원들이 선거 당일에 막판 선회가 보수당이 아닌 노동당으로 있을 것으로 알고 있었다고 보도됐다. 선거가 끝난 뒤에는 보수당과 노동당에 소속된 개인 여론조사원들이 실제로 더욱 정확한 결과를 얻었다고 보도됐는데, 노동당 여론조사원인 제임스 모리스는 그 논란이 집계 방식과 큰 관련이 있었다고 주장했다. 모리스는 투표 의향을 직접 물었던 전화 설문조사가 '모르겠다'는 응답이나 현 정부에 반대하는 응답이 높게 집계되기 쉬웠던 반면, 통화를 좀 더 길게 유지하여 각 정당 대표들의 성과에 관한 시각 등 다른 정보들도 수집했던 개인 설문조사는 좀 더 나은 방식을 통해 유권자들이 진짜 투표 의향을 내보이도록 했다고 주장했다. 또다른 설은 여론조사원들에게 보수당에 투표할 것이라는 의향을 공개적으로 드러내고 싶지 않아했다는 '수줍은 보수당 지지층'을 쟁점으로 했다. 선거 후에 불거진 마지막 설로는 '귀찮은 노동당 지지층' 요소가 있었다는 것인데, 노동당 지지층이 투표 당일에 투표하지 않으려 한 반면, 보수당 지지층은 훨씬 더 많이 투표에 참여했다는 것이다.
영국 여론 조사 협회는 여론 조사와 실제 선거 결과 간에 상당한 차이가 생긴 것에 대해 정밀 조사를 하겠다고 발표했다.

## 선거 결과
영국의 전 650곳 선거구에서 나타난 2015년 총선 결과는 다음과 같다.
| 330    | 232    | 56                | 8          | 29   |
| 보수당 | 노동당 | 스코틀랜드 국민당 | 자유민주당 | 기타 |

### 상위 11개 정당
전 의석의 정당별 비율
정당별 총 득표율
| 정당              | 정당 | 대표              | 의원수 | 의원수 | 의원수    | 득표수     | 득표수 | 득표수 |
| 정당              | 정당 | 대표              |        | 총합   | 비율      |            | 총합   | 비율   |
| ----------------- | ---- | ----------------- | ------ | ------ | --------- | ---------- | ------ | ------ |
| 보수당            |      | 데이비드 캐머런   | 330    | 50.8%  | 330 / 650 | 11,300,109 | 36.8%  |        |
| 노동당            |      | 에드 밀리밴드     | 232    | 35.7%  | 232 / 650 | 9,347,324  | 30.5%  |        |
| 스코틀랜드 국민당 |      | 니컬라 스터전     | 56     | 8.6%   | 56 / 650  | 1,454,436  | 4.7%   |        |
| 자유민주당        |      | 닉 클레그         | 8      | 1.2%   | 8 / 650   | 2,415,862  | 7.9%   |        |
| 민주연합당        |      | 피터 로빈슨       | 8      | 1.2%   | 8 / 650   | 184,260    | 0.6%   |        |
| 신 페인           |      | 게리 애덤스       | 4      | 0.6%   | 4 / 650   | 176,232    | 0.6%   |        |
| 플라이드 컴리     |      | 린 우드           | 3      | 0.5%   | 3 / 650   | 181,704    | 0.6%   |        |
| 사회민주노동당    |      | 앨러스데어 맥도넬 | 3      | 0.5%   | 3 / 650   | 99,809     | 0.3%   |        |
| 얼스터 연합당     |      | 마이크 네스빗     | 2      | 0.3%   | 2 / 650   | 114,935    | 0.4%   |        |
| 영국 독립당       |      | 나이젤 파라지     | 1      | 0.2%   | 1 / 650   | 3,881,099  | 12.7%  |        |
| 녹색당            |      | 내털리 베넷       | 1      | 0.2%   | 1 / 650   | 1,157,613  | 3.8%   |        |
| 의장              |      | 존 버코           | 1      | 0.2%   | 1 / 650   | 34,617     | 0.1%   |        |
| 무소속            |      | 실비아 허먼       | 1      | 0.2%   | 1 / 650   | 17,689     | 0.06%  |        |

### 전 정당
아래의 표는 BBC 뉴스와 《가디언》이 발표한 최종 총선 결과이다.
|      | 정당                                 | 대표                          | 후보자 수 | 득표수     | 당선자 수 | 얻은 의석수 | 잃은 의석수 | 의석수 증감 | 의석수 (%) | 득표수 (%) | 득표수 변화 (%) |
| ---- | ------------------------------------ | ----------------------------- | --------- | ---------- | --------- | ----------- | ----------- | ----------- | ---------- | ---------- | --------------- |
|      | 보수당                               | 데이비드 캐머런               | 647       | 11,334,576 | 330       | 38          | 10          | +28         | 50.8       | 36.9       | +0.8            |
|      | 노동당                               | 에드 밀리밴드                 | 631       | 9,344,328  | 232       | 24          | 48          | −24         | 35.7       | 30.4       | +1.5            |
|      | 영국 독립당                          | 나이절 파라지                 | 624       | 3,881,129  | 1         | 0           | 1           | –1          | 0.2        | 12.6       | +9.5            |
|      | 자유민주당                           | 닉 클레그                     | 631       | 2,415,888  | 8         | 0           | 48          | –48         | 1.2        | 7.9        | −15.1           |
|      | 스코틀랜드 국민당                    | 니컬라 스터전                 | 59        | 1,454,436  | 56        | 50          | 0           | +50         | 8.6        | 4.7        | +3.1            |
|      | 녹색당                               | 내털리 베넷                   | 575       | 1,157,613  | 1         | 0           | 0           | 0           | 0.2        | 3.8        | +2.8            |
|      | 민주연합당                           | 피터 로빈슨                   | 16        | 184,260    | 8         | 1           | 1           | 0           | 1.2        | 0.6        | 0.0             |
|      | 웨일스당                             | 린 우드                       | 40        | 181,694    | 3         | 0           | 0           | 0           | 0.5        | 0.6        | 0.0             |
|      | 신 페인                              | 게리 애덤스                   | 18        | 176,232    | 4         | 0           | 1           | −1          | 0.6        | 0.6        | 0.0             |
|      | 얼스터 연합당                        | 마이크 네스빗                 | 15        | 114,935    | 2         | 2           | 0           | +2          | 0.3        | 0.4        | 빈칸            |
|      | 사회민주노동당                       | 앨러스데어 맥도넬             | 18        | 99,809     | 3         | 0           | 0           | 0           | 0.5        | 0.3        | 0.0             |
|      | 무소속                               | 빈칸                          | 170       | 98,711     | 1         | 0           | 4           | –4          | 0.2        | 0.3        | −0.2            |
|      | 북아일랜드 연합당                    | 데이비드 포드                 | 18        | 61,556     | 0         | 0           | 1           | −1          | 0          | 0.2        | +0.1            |
|      | 노동조합원 사회주의 연합             | 데이브 넬리스트               | 128       | 36,327     | 0         | 0           | 0           | 0           | 0          | 0.1        | +0.1            |
|      | 의장                                 | 존 버코                       | 1         | 34,617     | 1         | 0           | 0           | 0           | 0.2        | 0.1        | 0.0             |
|      | 국민건강행동당                       | 리처드 타일러 & 클라이브 피델 | 13        | 20,210     | 0         | 0           | 0           | 0           | 0          | 0.1        | 0.0             |
|      | 전통 연합주의자의 목소리             | 짐 앨리스터                   | 7         | 16,538     | 0         | 0           | 0           | 0           | 0          | 0.1        | 0.0             |
|      | 리스펙트당                           | 조지 갤로웨이                 | 4         | 9,989      | 0         | 0           | 1           | –1          | 0          | 0.0        | −0.1            |
|      | 마약은 알코올보다 안전하다           | 폴 버치                       | 34        | 8,419      | 0         | 0           | 0           | 0           | 0          | 0.0        | 신당            |
|      | 그 외 정당                           | 빈칸                          |           | 7,958      | 0         | 0           | 0           | 0           | 0          | 0.0        | 빈칸            |
|      | 틀:정당색/영국을 확인해 주세요       | 공동                          | 1         | 7,854      | 0         | 0           | 0           | 0           | 0          | 0.0        | 0.0             |
|      | 요크셔당                             | 리처드 카터                   | 14        | 6,811      | 0         | 0           | 0           | 0           | 0          | 0.0        | 신당            |
|      | 잉글랜드 민주당                      | 로빈 틸브룩                   | 35        | 6,531      | 0         | 0           | 0           | 0           | 0          | 0.0        | −0.2            |
|      | 메뵨 커르노우                        | 딕 콜                         | 6         | 5,675      | 0         | 0           | 0           | 0           | 0          | 0.0        | 0.0             |
|      | 링컨셔 독립당                        | 매리언 오버튼                 | 5         | 5,407      | 0         | 0           | 0           | 0           | 0          | 0.0        | 0.0             |
|      | 자유당                               | 스티브 래드포드               | 4         | 4,480      | 0         | 0           | 0           | 0           | 0          | 0.0        | 0.0             |
|      | 틀:정당색/영국을 확인해 주세요       | 앨런 '하울링 라우드' 호프     | 27        | 3,898      | 0         | 0           | 0           | 0           | 0          | 0.0        | 0.0             |
|      | 위시버시를 살리자 삶을 살리자 독립당 | 크리스 오버튼                 | 1         | 3,729      | 0         | 0           | 0           | 0           | 0          | 0.0        | 신당            |
|      | 사회노동당                           | 아서 스카길                   | 8         | 3,481      | 0         | 0           | 0           | 0           | 0          | 0.0        | 0.0             |
|      | 기독인연합                           | 시드니 코들                   | 17        | 3,260      | 0         | 0           | 0           | 0           | 0          | 0.0        | 0.0             |
|      | 기독당                               | 제프 그린                     | 9         | 3,205      | 0         | 0           | 0           | 0           | 0          | 0.0        | −0.1            |
|      | 설명 없음                            | 빈칸                          |           | 3,012      | 0         | 0           | 0           | 0           | 0          | 0.0        | 0.0             |
|      | 아일랜드 노동자당                    | 존 로리                       | 5         | 2,724      | 0         | 0           | 0           | 0           | 0          | 0.0        | 0.0             |
|      | 북동부당                             | 힐턴 도슨                     | 4         | 2,138      | 0         | 0           | 0           | 0           | 0          | 0.0        | 0.0             |
|      | 풀 피플                              | 마이크 하월                   | 1         | 1,766      | 0         | 0           | 0           | 0           | 0          | 0.0        | 신당            |
|      | 영국 국민당                          | 애덤 워커                     | 8         | 1,667      | 0         | 0           | 0           | 0           | 0          | 0.0        | −1.9            |
|      | 어틀스퍼드 주민당                    | 존 로지                       | 1         | 1,658      | 0         | 0           | 0           | 0           | 0          | 0.0        | 신당            |
|      | 로치데일 우선당                      | 파루크 아흐메드               | 1         | 1,535      | 0         | 0           | 0           | 0           | 0          | 0.0        | 신당            |
|      | 영국 공산당                          | 로버트 그리피스               | 9         | 1,229      | 0         | 0           | 0           | 0           | 0          | 0.0        | 신당            |
|      | 영국 해적당                          | 로렌스 케이                   | 6         | 1,130      | 0         | 0           | 0           | 0           | 0          | 0.0        | 0.0             |
|      | 국민전선                             | 케빈 브라이언                 | 7         | 1,114      | 0         | 0           | 0           | 0           | 0          | 0.0        | 0.0             |
|      | 지역사회 연합당                      | 캠런 말리크                   | 5         | 1,102      | 0         | 0           | 0           | 0           | 0          | 0.0        | 신당            |
|      | 현실당                               | 마크 "베즈" 베리              | 3         | 1,029      | 0         | 0           | 0           | 0           | 0          | 0.0        | 신당            |
|      | 사우스포트당                         | 데이비드 코범                 | 1         | 992        | 0         | 0           | 0           | 0           | 0          | 0.0        | 신당            |
|      | 만인당                               | 프렘 고열                     | 4         | 981        | 0         | 0           | 0           | 0           | 0          | 0.0        | 신당            |
|      | 평화당                               | 존 모리스                     | 4         | 957        | 0         | 0           | 0           | 0           | 0          | 0.0        | 신당            |
|      | 본머스 독립연맹                      | 데이비드 로스                 | 1         | 903        | 0         | 0           | 0           | 0           | 0          | 0.0        | 신당            |
|      | 그레이트브리튼 사회당                | 공동                          | 10        | 899        | 0         | 0           | 0           | 0           | 0          | 0.0        | 신당            |
|      | 스코틀랜드 사회당                    | 당 최고위원회                 | 4         | 875        | 0         | 0           | 0           | 0           | 0          | 0.0        | 0.0             |
|      | 녹색사회주의 연합                    | 마이크 데이비스               | 4         | 852        | 0         | 0           | 0           | 0           | 0          | 0.0        | 0.0             |
|      | 당신의 표가 우리 병원을 살린다       | 샌드라 앨리슨                 | 1         | 849        | 0         | 0           | 0           | 0           | 0          | 0.0        | 신당            |
|      | 위건 자립당                          | 개러스 페어러스트             | 1         | 768        | 0         | 0           | 0           | 0           | 0          | 0.0        | 신당            |
|      | 동물복지당                           | 바네사 허드슨                 | 4         | 736        | 0         | 0           | 0           | 0           | 0          | 0.0        | 0.0             |
|      | 새로운 것                            | 제임스 스미스                 | 2         | 695        | 0         | 0           | 0           | 0           | 0          | 0.0        | 신당            |
|      | 총의당                               | 헬렌 타이러                   | 1         | 637        | 0         | 0           | 0           | 0           | 0          | 0.0        | 신당            |
|      | 국민자유당                           | 국민의회                      | 2         | 627        | 0         | 0           | 0           | 0           | 0          | 0.0        | 신당            |
|      | 사회 부정에 맞서는 무소속당          | 스티브 웜즐리                 | 1         | 603        | 0         | 0           | 0           | 0           | 0          | 0.0        | 신당            |
|      | 유럽에서 독립                        | 마이크 내트러스               | 5         | 578        | 0         | 0           | 0           | 0           | 0          | 0.0        | 신당            |
|      | 휘그당                               | 왈리드 가니                   | 4         | 561        | 0         | 0           | 0           | 0           | 0          | 0.0        | 신당            |
|      | 길드퍼드 그린벨트 그룹               | 수전 파커                     | 1         | 538        | 0         | 0           | 0           | 0           | 0          | 0.0        | 신당            |
|      | 클래스 워                            | 이언 본                       | 7         | 526        | 0         | 0           | 0           | 0           | 0          | 0.0        | 신당            |
|      | 더욱더 당                            | 마크 플래너건                 | 5         | 522        | 0         | 0           | 0           | 0           | 0          | 0.0        | 신당            |
|      | 북부당                               | 마크 도슨                     | 5         | 506        | 0         | 0           | 0           | 0           | 0          | 0.0        | 신당            |
|      | 노동자 혁명당                        | 셰일라 토런스                 | 7         | 488        | 0         | 0           | 0           | 0           | 0          | 0.0        | 0.0             |
|      | 좌파 연대                            | 케이트 허드슨                 | 3         | 455        | 0         | 0           | 0           | 0           | 0          | 0.0        | 신당            |
|      | 자유영국                             | 폴 웨스턴                     | 3         | 418        | 0         | 0           | 0           | 0           | 0          | 0.0        | 신당            |
|      | 사람이 먼저                          | 합동                          | 1         | 407        | 0         | 0           | 0           | 0           | 0          | 0.0        | 신당            |
| 총합 | 총합                                 | 총합                          | 3,921     | 30,691,680 | 650       | -           | -           | -           | 투표율     | 66.1       | -               |

1. ↑  이 세로열은 2010년 총선과 2015년 총선 간의 정당별 득표수 비율 변화를 퍼센트 단위로 나타낸다. 재보궐선거는 포함하지 않았다.
2. ↑  BBC 뉴스는 존 버코 하원 의장을 보수당의 의원 기록과 득표 기록에 포함시켰다. 이쪽 선거 결과 웹사이트 (BBC 뉴스, 2015년 4월 30일)를 참고할 것. 하지만 본 요약표에서는 의장 (하원 의원으로 투표하지 않는 것이 보통)은 구분지어 나열했고, 의장의 의석 기록과 득표수 기록은 보수당의 기록에서 뺐다.
3. ↑  북아일랜드 녹색당과 스코틀랜드 녹색당의 득표수도 포함한다.
4. ↑  얼스터 연합당은 2010년 총선에 출마하지 않았고, 그 대신 얼스터 보수 연합당이란 당명으로 후보를 출마시켰다.
5. ↑  제 55대 의회가 개회했을 때에는 한 정당에 속했었다가 의회가 폐회될 때 자신의 정당에서 유예되거나 탈당하여 무소속이 된 의원이 여럿 있었다. 자세한 정보는 이쪽을 참고하라.
6. ↑  BBC 뉴스는 국민건강행동당을 규모가 더욱 큰 정당인 독립 사회와 건강 우려 (Independent Community and Health Concern, 이전 당명은 독립 키더민스터 병원과 건강 우려)에 합하고, 총 득표수를 20,210표로 집계하여 목록에 넣었다. 반면 《가디언》은 두 정당을 각각 분리하여 목록에 넣었다. 국민건강행동당의 득표수에 포함된 건강우려의 득표수는 7,211표이다. 본 표에서는 BBC 뉴스의 기준을 따랐다.
7. ↑  총합 66개 정당. 출마한 선거구가 2개 이상이 아닌 정당들이며, 각각 300표 이하의 득표수를 기록했다.
8. ↑  BBC는 스코틀랜드 기독당 (1,467표), 기독교당 (1,040표), 기독교인 (698표)이라는 이름을 단 정당들의 득표수를 함께 무리지어 합하고, 총 3,205표로 집계했다. 반면 《가디언》은 이 당명들을 각각 구별하여 목록에 올렸다.
9. ↑  소속 정당이나 무소속임을 명시하지 않은 후보자들은 '설명 없음'으로 분류됐다.

### 선거구별 결과도
- 2010년과 2015년 총선 비교

### 전반적인 결과
대부분의 여론 조사에서 보수당과 노동당 간의 막상막하를 예측한 것과는 달리, 보수당은 경쟁 당들과의 완벽한 우위를 확보하고 실질적으로 12석 (신 페인 의원 4명은 부재하므로 사실상 15석까지 증가함)이 넘는 과반을 차지하게 되었다. 보수당 대표이자 총리로 재직 중에 있던 데이비드 캐머런은 곧이어 단일 다수당 내각을 수립했다. 보수당은 38석을 새로 얻었지만 10석을 잃었으며, 전부 노동당에게 돌아갔다. 에스더 맥베이 고용부장관은 자신의 의석을 잃은 보수당 의원 중 가장 연장자였다.
반면 보수당의 전 연합 상대였던 자유민주당은 1970년 총선 이래 가장 큰 패배를 당했다. 자유민주당은 여덟 석밖에 얻지 못해 하원 내에서 북아일랜드의 민주연합당과 동일한 의석을 차지하게 되었다. 닉 클레그 자민당 대표는 자신의 의석을 지켜낸 몇 안되는 자유민주당 의원 중 한 명이었다. 자유민주당이 새로 얻은 의석은 없었고 잃은 의석은 총 48석이었는데, 이 중 26석은 보수당, 12석은 노동당, 10석은 스코틀랜드 국민당에게 돌아갔다.
노동당은 예상치보다 낮은 표를 얻었고, 득표율 30.4%에 232석을 확보해 지난 2010년 결과보다 24석이 줄어들었다. 노동당의 순 의석 손실은 주로 스코틀랜드에서 완전히 패배해 버린 것의 결과였는데, 스코틀랜드 국민당이 노동당 의석 39석을 가져가는 동시에 더글라스 알렉산더 예비 외무부장관이나 짐 머피 스코틀랜드 노동당 대표와 같은 핵심 노동당 인사들을 낙마시켰다. 머피 대표는 스코틀랜드에서 단 한 석만 남기게 되고서 사퇴 요구에 직면했다. 그 밖에도 노동당은 보수당에 아홉 석을 뺐겼고, 1987년 총선 이래 가장 적은 비중의 의석을 남기게 되었다. 에드 밀리밴드는 선거가 끝남에 따라 노동당 대표직 사임서를 제출했다.
위 표에 나와있듯 무소속 후보 네 명도 자신의 의석을 잃었다. 에릭 조이스 전 노동당 의원은 스코틀랜드 국민당에게 의석을 넘겼고, 마이크 핸콕은 716표만 득표하면서 보수당에게 의석이 넘어갔다.
언론 논평가들이 영국 독립당 (UKIP)의 선거 결과가 좋을지 나쁠지 예측하지 못하는 사이, 영국 독립당에 많은 표가 간다면 결과는 노동당 내각으로 이어질 것이라는 징조가 있었지만 정작 영국 독립당은 기존의 두 석에서 한 석만 지키고 새로 의석을 얻지 못했다. 영국 독립당은 득표율은 12.9%로 3위 자리에 굳게 올랐지만 의석은 단 한 석만 남겼고, 결정적으로 나이절 파라지 당 대표마저 터넷사우스 선거구에서 승리하지 못했으며, 그에 따라 파라지 대표는 사임서를 제출했다. 하지만 당 집행위원회는 파라지의 사퇴를 반려했고, 파라지는 대표로 남게 되었다.
연합당과 리스펙트당 모두 기존에 갖고 있던 한 석을 잃었고, 각각 민주연합당과 노동당에게 넘겼다.

### 당선자 성별
2015년 총선 결과 여성 국회의원의 수가 147명 (전체 의원 중 23%, 노동당 87명, 보수당 47명, 자민당 7명, 스코틀랜드 국민당 1명, 기타 5명)에서 191명 (전체 의원 중 29%, 노동당 99명, 보수당 68명, 스코틀랜드 국민당 20명, 기타 4명)으로 증가했다. 선거 전 여성 의원의 비율이 가장 컸던 지역은 노스이스트잉글랜드였다.

### 정당이 바뀐 선거구와 의석을 잃은 의원
2010년 총선 결과와 원래 정당의 승리로 돌아갔던 세 번의 재보궐선거 결과와 비교해, 2015년 총선에서는 총 111곳의 선거구의 주인이 바뀌었다.
보수당은 11석 (10석은 노동당, 1석은 클랙턴으로 영국 독립당에게 돌아감)을 잃고 35석 (27석은 자유민주당, 8석은 노동당에서 가져옴)을 얻어 순 획득 의석은 24석이 되었다. 노동당에게 넘어간 보수당 의석 10곳은 브렌트퍼드 일즈워스, 체스터, 듀즈베리, 얼링센트럴 액턴, 엔필드노스, 호브, 일퍼드노스, 위럴웨스트, 울버햄프턴사우스웨스트 선거구이다.
노동당은 48석 (40석은 스코틀랜드 국민당, 8석은 보수당에게 돌아감)을 잃고 22석 (12석은 자유민주당, 10석은 보수당에서 가져옴)을 잃어 순 손실 의석은 26석이 되었다. 보수당에게 넘어간 노동당 의석 8곳은 볼턴웨스트, 더비노스, 고워, 몰리 아웃우드, 플리머스무어뷰, 사우샘프턴이첸, 텔퍼드, 베일오브클리우드이다.
자유민주당은 49석 (27석은 보수당, 12석은 노동당, 10석은 스코틀랜드 국민당에게 돌아감)을 잃고 8석을 남겼다.
스코틀랜드 국민당은 50석 (40석은 노동당, 10석은 자유민주당에서 가져옴)을 얻었고 내준 의석은 단 한 석도 없어, 최대 획득 가능 의석수 59석에서 56석을 차지했다. 스코틀랜드 국민당이 의석을 얻지 못한 선거구 세 곳은 각각 덤프리스셔 클라이즈데일 트위데일 선거구 (보수당), 에딘버러사우스 선거구 (노동당), 오크니셰틀랜드 선거구 (자유민주당)이다.
북아일랜드쪽 결과를 보자면, 먼저 연합당은 기존에 확보하고 있던 유일한 의석 하나 (벨파스트이스트)를 민주연합당에게 넘겼다. 민주연합당은 1석 (사우스앤트림)만 얼스터 연합당에게 넘기고 나머지 8석은 지켜냈다. 신 페인 역시 1석 (퍼매너 사우스티론)을 얼스터 연합당에게 넘기고 나머지 4석은 지켰다.
한편 재보궐선거에서 노동당, 영국 독립당, 리스펙트당이 각각 차지했다가 이번 총선에서는 2010년 총선 결과로 다시 되돌아간 선거구가 세 곳 있었는데, 바로 코비 선거구, 로체스터 스트루드 선거구 (둘 다 보수당), 브래드퍼드웨스트 선거구 (노동당) 이었다.

## 선거 후

### 사퇴
5월 8일에는 한 시간 내에 세 정당의 대표가 각각 사퇴할 것을 발표했다. 이 중 에드 밀리밴드 노동당 대표와 닉 클레그 자유민주당 대표는 모두 자신들의 원내 지역구에서 재선했음에도 불구하고, 당이 선거에서 예상했던 것보다 나쁜 결과를 거두었다는 이유로 사퇴했다. 나이절 파라지 영국 독립당 대표는 터넷사우스 선거구에서 국회의원으로 당선되지 못했다며 사퇴 의향을 밝혔고, 대표 경선 결과에 따라 다시 대표로 나설 수 있다고 말했다. 하지만 5월 11일 영국 독립당 집행위원회는 선거 운동이 "크나큰 성공"을 이뤘다는 근거를 들어 파라지 대표의 사퇴를 반려했고, 파라지는 당 대표를 계속 맡는데 동의했다.
앨런 슈거 상원 내 노동당 의원도 직분에 어긋난 선거운동을 펼쳤다고 인지하고, 노동당에서 물러나겠다고 밝혔다. 또한 스코틀랜드에서 노동당이 참패함에 따라 여타 원로의원들이 짐 머피 스코틀랜드 노동당 대표의 사퇴를 요구하고 나서자, 처음에 머피 대표는 버텼고 당 집행위원회 불신임투표에서도 17 대 14로 대표직을 지켜냈다. 그러나 5월 16일, 머피 대표는 이달 내로 대표에서 물러나겠다고 밝혔다.

### 금융 시장의 반응
금융 시장은 선거 결과에 긍정적으로 반응했는데, 출구조사가 발표되자 파운드 스털링화 대비 유로화와 미국 달러화 환율은 상승했고, 5월 8일 FTSE 100 지수는 2.3% 상승으로 마감했다. BBC는 "업계에서 과세 부과가 더 이상 늘지 않을 것으로 보인다는 기낻에 은행주가 가장 강세를 보였다. 로이드 은행그룹은 5.75%, 바클레이는 3.7% 상승했다"면서, "에너지 기업들도 주가가 올랐는데 노동당이 요금 동결과 에너지 규제기관에 추가 권한 부여를 바랐었기 때문이다. 영국가스공사 주주인 센트리카는 8.1%, SSE는 5.3% 올랐다"고 덧붙였다. 

## 같이 보기
- 2015년 영국 총선 당선자 목록

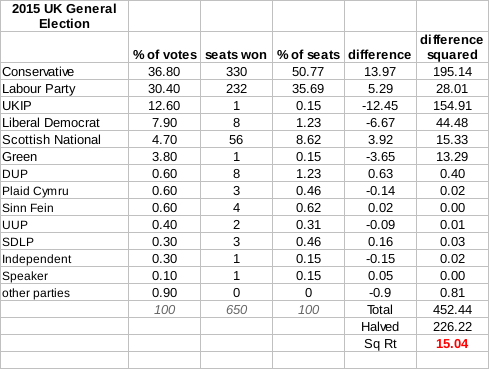
The disproportionality of parliament in the 2015 election was 15.04 according to the Gallagher Index, mainly between the UKIP and Conservative Parties.

- 잉글랜드의 선거구별 의원 목록 (2015년 ~ 2017년)
- 스코틀랜드의 선거구별 의원 목록 (2015년 ~ 2017년)
- 북아일랜드의 선거구별 의원 목록 (2015년 ~ 2017년)
- 웨일스의 선거구별 의원 목록 (2015년 ~ 2017년)
- 2015년 잉글랜드 지방 선거
- 분류:영국의 국회의원 (2015년 ~ 2017년)

### 내용주
1. ↑  후보지명이 마감되고 투표용지가 발행된 뒤, 반프 버컨 선거구의 노동당 후보자 서먼 호크가 교통법 다수 위반 혐의로 기소되면서 노동당으로부터 정직 처분을 받았고, 웰링버러 선거구의 노동당 후보자 리처드 가비 역시 사기죄로 유죄판결을 받은 뒤 정직 처분을 받았다.
2. ↑  후보지명이 마감되고 투표용지가 발행된 뒤, 영국 독립당의 두 후보자가 공격적인 발언으로 물의를 빚어 당으로부터 정직 처분을 받았다.
3. ↑  니컬라 스터전은 스코틀랜드 국민당의 대표로 2015년 총선을 이끌고 58석의 대승을 거두었으나, 본인은 출마하지 않아 2015년 9월 현재 의원직에 있지 않다. 대신 스코틀랜드 장관에 재직하고 있다.
4. ↑  니컬라 스터전 국민당 대표와 마찬가지로, 린 우드 웨일스 국회의원은 웨일스당의 대표로 2015년 총선을 이끌었지만 본인은 출마하지 않아 2015년 9월 현재 의원직에 있지 않다.
5. ↑  영국의 역대 총선에서 출마 도중에 사망한 후보자의 일람은 영국 총선 도중 사망한 후보자 목록 문서를 참고하라.

### 참조주
1. 1 2  “General election timetable 2015” (영어). Parliament.uk. 2014년 12월 8일에 확인함.
2. ↑  《Another hung Parliament: what next?》. 2015년 3월 18일  – 유튜브 경유.
3. ↑  “Closure of 2013 Review”. Boundary Commission for England. 2013년 6월 23일에 원본 문서에서 보존된 문서. 2013년 9월 22일에 확인함.
4. ↑  “Sixth Periodic Review – Index”. Boundary Commission for Scotland. 2013년 9월 21일에 원본 문서에서 보존된 문서. 2013년 9월 22일에 확인함.
5. ↑  “The Boundary Commission for Northern Ireland”. The Boundary Commission for Northern Ireland. 2013년 2월 8일에 확인함.
6. ↑  “Statement Regarding the 2013 Review of Parliamentary Constituencies”. Boundary Commission for Wales. 2013년 1월 31일. 2013년 9월 21일에 원본 문서에서 보존된 문서. 2013년 2월 8일에 확인함.
7. ↑  “Full text: Conservative-LibDem deal”. BBC News. 2010년 5월 12일. 2013년 5월 13일에 확인함.
8. 1 2  “Where They Stand: Guide to party election policies”. BBC News. 2010년 3월 26일.
9. ↑  “How Strong is the Case for Reducing the Number of MPs?” (PDF). Democratic Audit. 2013년 9월 7일에 확인함.
10. ↑  “Q&A – Boundary Changes”. BBC News. 2013년 1월 29일. 2013년 9월 8일에 확인함.
11. ↑  “Tories accused of ‘trying to buy election’ with 23% hike to campaign spending”. 2014년 12월 3일. 2014년 12월 18일에 확인함 – The Guardian 경유.
12. ↑  “2015 election campaign officially begins on Friday”. 2014년 12월 18일. 2014년 12월 18일에 확인함 – BBC news 경유.
13. ↑  앤드루 그라이스; 해나 펀 (2015년 2월 2일). “Fears of a 'disenfranchised generation' after almost a million people disappear from electoral roll”. 인디펜던트. 2015년 2월 2일에 확인함.
14. ↑  Twentieth-Century British Political Facts 1900–2000, by David Butler and Gareth Butler (Macmillan Press 2000 ISBN 0-333-77222-9), page 451 Use of Royal Power
15. ↑  “Full text of the Conservative – Liberal Democrat coalition deal”. 런던. 2010년 5월 12일  – 가디언 경유.
16. ↑  “House of Commons Debate 5 July 2010 c 23”. parliament.uk/. 2010년 7월 5일. 2013년 9월 8일에 확인함.
17. ↑  “Research Paper 07/31: Election Timetables” (PDF). 2009년 2월 24일에 원본 문서 (PDF)에서 보존된 문서. 2015년 5월 12일에 확인함 – House of Commons Library 경유.
18. ↑  “Party Finance – the Electoral Commission”. 2015년 4월 18일. 2015년 4월 18일에 확인함 – Electoral Commission 경유.
19. ↑  “Search - The Electoral Commission”. 2015년 4월 18일. 2015년 4월 18일에 확인함 – Electoral Commission 경유.
20. ↑  “Who is ahead in the polls?”. 2015년 4월 27일에 원본 문서에서 보존된 문서. 2015년 4월 29일에 확인함 – New Statesman 경유.
21. 1 2  “Can any party win a majority?”. New Statsement. 2015년 4월 21일에 원본 문서에서 보존된 문서. 2015년 4월 29일에 확인함.
22. ↑  “May2015's 100-graph guide to the election – every issue covered”. 2015년 3월 27일에 원본 문서에서 보존된 문서. 2015년 3월 7일에 확인함 – May2015: 2015 General Election Guide 경유.
23. ↑  알베르토 나르델리. “Election polls point to Tory-Labour tie and three-party alliance”. 2015년 3월 7일에 확인함 – 가디언 경유.
24. ↑  "Refighting old battles", The Economist (2015년 1월 10일 ~ 16일), 414(8290):23–4
25. 1 2  Newsnight, BBC2, 5 January 2015
26. ↑  "The great fracturing", The Economist (2015년 2월 21일 ~ 7일), 414(8296):11
27. 1 2  “Review of Ofcom list of major political parties for elections taking place on 7 May 2015” (PDF). OFCOM. 2015년 4월 2일에 원본 문서 (PDF)에서 보존된 문서. 2015년 5월 7일에 확인함.
28. ↑  “BBC Election Guidelines” (PDF). BBC. 2015년 3월 29일에 확인함.
29. ↑  “BBC – Trust approves the BBC’s guidelines for its coverage of the May 2015 election – BBC Trust”. 2015년 3월 29일에 확인함.
30. ↑  “Cameron denies 'running scared' of TV election debates”. BBC 뉴스. 2015년 3월 7일에 확인함.
31. ↑  “Voter Trends in 2014 and lessons for the 2015 General Election”. 2015년 4월 1일에 원본 문서에서 보존된 문서. 2015년 5월 8일에 확인함 – Second reading 경유.
32. ↑  “Party co-founded by Bob Crow to launch manifesto”. ITV.com. 2015년 4월 26일에 확인함.
33. 1 2 3 4  닉 에어들리 (2015년 4월 22일). “Election 2015: The candidates in numbers”. BBC 뉴스.
34. ↑  “BBC – Trust launches further consultation on the BBC's guidelines for its coverage of the May 2015 elections – BBC Trust”. 2015년 3월 7일에 확인함.
35. ↑  헨리 맥도널드. “Northern Ireland: SDLP rules out general election pact with Sinn Féin” – 가디언 경유.
36. ↑  “Here's what we already know about the 24 hours after the election”. 2021년 5월 28일에 원본 문서에서 보존된 문서. 2015년 3월 7일에 확인함 – May2015: 2015 General Election Guide 경유.
37. ↑  David Williamson (2015년 1월 28일). “Plaid Cymru urges supporters living in England to vote Green”. 2015년 3월 7일에 확인함 – walesonline 경유.
38. ↑  “Politics Live – 16 March – BBC News”. BBC.
39. ↑  “Arlene Foster says DUP and UUP in election pact talks”. BBC 뉴스. 2015년 3월 7일에 확인함.
40. ↑  “SDLP rejects call for electoral pact with Sinn Fein” – The Belfast Telegraph 경유.
41. ↑  “Election 2015: SDLP reject Sinn Féin proposal for pact”. BBC 뉴스.
42. ↑  니컬러스 와트. “Conservative party is losing our support over Scotland, warns DUP” – 가디언 경유.
43. ↑  “General Election 2015 timetable”. Parliament of the United Kingdom.
44. ↑  “Election 2015: Scottish nominations close”. BBC 뉴스. 2015년 4월 9일.
45. ↑  “List of General Election candidates published”. UTV. 2015년 4월 9일. 2015년 4월 28일에 원본 문서에서 보존된 문서. 2015년 5월 15일에 확인함.
46. ↑  “General Election nominations close”. 2015년 4월 9일  – 벨패스트 텔레그래프 경유.
47. 1 2  “Google Sheets – create and edit spreadsheets online, for free.”. 구글.
48. ↑  소피 원스; 패트릭 스콧 (2015년 3월 27일). “General Election 2015: Where are all the female candidates?” – 미러 경유.
49. 1 2  Parliamentary Candidates UK, School of Public Policy, University College London
50. ↑  맷 페이선 (2015년 4월 22일). “General Election 2015: Natalie Bennett admits the Green party has a problem over its lack of black and ethnic minority candidates” – 인디펜던트 경유.
51. ↑  로런 우즈 (2015년 4월 3일). “Meet the 18-year-old girl standing in Liverpool against Labour” – 가디언 경유.
52. 1 2  제임스 메릴; 프레데리카 데카리아 (2014년 3월 22일). “Election 2015: Meet the top 12 wacky candidates seeking your vote in May” – 인디펜던트 경유.
53. ↑  “Communist Party launches election manifesto”. BBC 뉴스. 2015년 4월 21일.
54. ↑  프랜세스 고즐링 (2015년 4월 30일). “Labour's candidate for Wellingborough and Rushden Richard Garvie suspended after conviction for fraud”. 《Northampton Chronicle & Echo》. 2015년 5월 18일에 원본 문서에서 보존된 문서. 2015년 5월 15일에 확인함.
55. ↑  “Labour candidate Sumon Hoque appears at Aberdeen Sheriff Court – Aberdeen & North”. STV News.
56. ↑  “UKIP candidate Jack Sen suspended over Jewish slur tweet”. BBC 뉴스.
57. ↑  케빈 롤린슨. “Ukip candidate suspended for threatening to 'put a bullet in' Tory rival” – 가디언 경유.
58. ↑  Ronnie Carroll: Former Eurovision singer and election candidate dies, BBC News (2015년 4월 13일).
59. ↑  Press Association, Eurovision's Carroll was candidate (2015년 4월 14일).
60. ↑  [Singer Ronnie Carroll on election ballot paper – despite his death], News Letter (2015년 4월 14일).
61. ↑  “Thirsk and Malton candidate death delays poll date”. BBC 뉴스. 2010년 4월 22일.
62. ↑  “Here’s what we already know about the 24 hours after the election”. 2021년 5월 28일에 원본 문서에서 보존된 문서. 2015년 3월 7일에 확인함 – May2015: 2015 General Election Guide 경유.
63. 1 2 3  “Hung parliament predictions harden, coalition recedes – Gary Gibbon on Politics”. 2015년 3월 7일에 확인함.
64. 1 2 3  http://www.theguardian.com/politics/2015/jun/03/undoing-of-ed-miliband-and-how-labour-lost-election
65. ↑  “Election 2015: Polls suggest Ed Miliband is likely to become Prime Minister”. May2015. 2015년 5월 5일에 원본 문서에서 보존된 문서. 2015년 5월 6일에 확인함.
66. ↑  “The Tories are on to a loser if the election comes down to horse trading” – The Independent 경유.
67. 1 2  http://inside-politics.org/2015/05/23/causes-and-implications-of-the-liberal-democrats-2015-election-result/
68. ↑  http://www.newstatesman.com/politics/2015/05/andrew-marr-why-pundits-got-it-wrong-and-what-parties-should-do-next
69. ↑  http://www.theguardian.com/commentisfree/2015/may/08/labour-lost-election-campaign-ed-miliband-economy
70. ↑  “Clegg dismisses any coalition deal with Labour involving SNP” – Financial Times 경유.
71. ↑  “Election 2015: Coalition must not be held hostage - Clegg” – BBC News 경유.
72. ↑  “Campaign countdown: Wednesday 11 March – BBC News” – bbc.co.uk 경유.
73. ↑  “stronger for scotland” (PDF). scottish national party. 2015년 5월 18일에 원본 문서 (pdf)에서 보존된 문서. 2015년 6월 15일에 확인함.
74. ↑  “Ed Miliband rules out SNP coalition after election”. 2015년 3월 16일  – BBC News 경유.
75. ↑  Andrew Sparrow. “Scottish leaders' debate: Sturgeon hints at second independence referendum after 2016 – as it happened” – the Guardian 경유.
76. ↑  Nicholas Watt (2015년 4월 26일). “Ed Miliband rules out 'confidence and supply' deal with SNP”. 2015년 5월 4일에 확인함 – the Guardian 경유.
77. ↑  “Miliband to Dare Others to Vote Down Labour Minority Government”. Bloomberg. 2015년 5월 6일에 확인함.
78. ↑  “Labour minority government? Miliband appeals for trade union backing”. Russia Today. 2015년 5월 6일에 확인함.
79. ↑  Swinford, Steven; Holehouse, Matthew. “Ed Miliband's plot to become Prime Minister - even if he does not win the election”. Daily Telegraph. 2015년 5월 6일에 확인함.
80. ↑  “The Liberal Democrats – some considerations on negotiations (Part One) – Westminster Advisers”. 2015년 2월 18일에 원본 문서에서 보존된 문서. 2015년 3월 7일에 확인함.
81. ↑  http://www.independent.co.uk/voices/comment/election-2015-we-will-bring-a-heart-to-a-tory-government-and-a-brain-to-a-labour-one-10227941.html
82. ↑  Andrew Sparrow. “Nick Clegg's interview on the Andrew Marr show – as it happened”. 2015년 3월 7일에 확인함 – the Guardian 경유.
83. ↑  “Scotland Debates”. 2015년 4월 15일에 원본 문서에서 보존된 문서. 2015년 6월 15일에 확인함 – STV STV Player 경유.
84. ↑  “The rise of the "anti-Ukip" party: how the Greens are hammering Labour”.
85. ↑  “BBC News – UKIP's Nigel Farage offers post-election deal with Tories” – BBC News 경유.
86. ↑  “Ukip launches 10 Westminster hopefuls and pledges DUP link-up”. 2015년 3월 21일에 원본 문서에서 보존된 문서. 2015년 6월 15일에 확인함 – newsletter.co.uk 경유.
87. ↑  “DUP leader Nigel Dodds: "We can do business with Miliband"”. 2015년 3월 7일에 확인함.
88. ↑  “The Queen’s Speech is set for May 27 – this is what will happen before then”. 2015년 4월 6일에 원본 문서에서 보존된 문서. 2015년 6월 15일에 확인함 – May2015: 2015 General Election Guide 경유.
89. ↑  Newsnight, BBC 2, 12 March 2015
90. ↑  “Election Live – 12 April – BBC News” – bbc.co.uk 경유.
91. ↑  “Election 2015: Tax cuts top Ulster Unionist manifesto”. BBC News Online. 2015년 4월 17일. 2015년 4월 18일에 확인함.
92. ↑  Frances Perraudin. “SNP, Plaid Cymru and Greens plan to join forces against austerity” – the Guardian 경유.
93. ↑  “SNP, Plaid & Greens: A new approach to politics”. 2015년 1월 9일에 원본 문서에서 보존된 문서. 2015년 6월 15일에 확인함.
94. 1 2  “SNP, Plaid Cymru and the Greens: Austerity has Failed. Time for a New Approach to Politics.”. 2015년 1월 20일에 원본 문서에서 보존된 문서. 2015년 6월 15일에 확인함.
95. 1 2  Patrick Wintour. “Green party outlines plan for basic citizen's income for all adults”. 2015년 3월 7일에 확인함 – the Guardian 경유.
96. ↑  “Scrap Trident, ditch Barnett, reverse the cuts – the price of power for Miliband and Cameron in a hung parliament”. 2015년 1월 29일. 2015년 3월 7일에 확인함 – Telegraph.co.uk 경유.
97. ↑  “General Election 2015: Rainbow coalition, here we come, as the parties cosy up” – The Independent 경유.
98. ↑  http://www.economist.com/news/britain/21648709-both-conservative-and-labour-manifestos-are-triumphs-political-realism-not
99. ↑  “Will There Be Election Debates in 2015, And Who Will Fight Them?”. 2013년 1월 7일에 확인함.
100. ↑  “TV election debates: DUP to seek judicial review of BBC's decision”. BBC News. 2015년 3월 7일에 확인함.
101. ↑  “Election 2015: The death of the campaign poster - BBC News”. Bbc.co.uk. 2015년 4월 15일. 2015년 5월 9일에 확인함.
102. ↑  “end of year roundup labour”. UK Polling Report. 2014년 12월 31일에 원본 문서에서 보존된 문서. 2015년 6월 23일에 확인함.
103. ↑  “Happy New Year”. UK Polling Report. 2014년 12월 31일에 원본 문서에서 보존된 문서. 2015년 6월 23일에 확인함.
104. 1 2  “Six Public Opinion Trends from 2013”. UK Polling Report. 2015년 5월 5일에 원본 문서에서 보존된 문서. 2015년 5월 5일에 확인함.
105. 1 2 3 4  “Six opinion poll findings from 2014”. UK Polling Report. 2015년 5월 5일에 확인함.
106. ↑  Clark, Tom. “Labour set for a bloodbath in Scotland in general election, poll says”. 2015년 5월 5일에 확인함 – The Guardian 경유.
107. 1 2  Scully, Roger. “What the Welsh Polls Say (and have said)”. 《Elections in Wales》. 2015년 6월 1일에 원본 문서에서 보존된 문서. 2015년 5월 5일에 확인함.
108. ↑  Jones, Ian. “The political story of 2014 in 14 charts: part one”. 《UK General Election 2015》. 2015년 5월 5일에 확인함.
109. ↑  “Eight Weeks to go”. UK Polling Report. 2015년 5월 18일에 원본 문서에서 보존된 문서. 2015년 5월 5일에 확인함.
110. ↑  Jones, Ian. “How the polls have behaved during the campaign”. 《UK General Election 2015》. 2015년 5월 5일에 확인함.
111. ↑  “The Static Campaign”. UK Polling Report. 2015년 5월 1일에 원본 문서에서 보존된 문서. 2015년 5월 5일에 확인함.
112. ↑  “Poll: SNP on course for clean sweep in Scotland”. 《The Daily Telegraph》. 2015년 5월 5일에 확인함.
113. 1 2  “Labour has one-point lead over Tories in final Guardian/ICM poll”. 2015년 5월 7일에 확인함 – 가디언 경유.
114. ↑  Lambert, Harry. “Election 2015: Stunning Ashcroft polls show the SNP could win every seat in Scotland”. May2015. 2015년 5월 4일에 원본 문서에서 보존된 문서. 2015년 5월 5일에 확인함.
115. ↑  “More Conservative-Labour marginals”. Lord Ashcroft. 2015년 5월 5일에 확인함.
116. ↑  Wigmore, Tim. “Brighton Pavilion: Can Caroline Lucas survive in the Green Party's only fiefdom?”. May2015. 2015년 5월 8일에 원본 문서에서 보존된 문서. 2015년 5월 5일에 확인함.
117. ↑  Mason, Rowena; Perraudin, Frances. “Clegg to lose seat and Tories to beat Farage, Ashcroft poll suggests”. 2015년 5월 5일에 확인함 – The Guardian 경유.
118. ↑  Tall, Stephen. “Ashcroft's poll of Lib Dem battleground seats: incumbency is alive and well but 2015 will be a survival election for the party”. Lib Dem Voice. 2015년 5월 7일에 원본 문서에서 보존된 문서. 2015년 5월 5일에 확인함.
119. ↑  Bush, Stephen. “Are the Ashcroft Polls Wrong”. 《New Statesman》. 2015년 5월 5일에 확인함.
120. ↑  “UKIP Disputes Skewed Poll Showing Party Behind in Key Seats”. Breitbart. 2015년 5월 5일에 확인함.
121. ↑  “Would you like 5 million votes and 4 seats, or 1 million votes and 56 seats?”. 2015년 2월 27일에 원본 문서에서 보존된 문서. 2015년 3월 7일에 확인함 – May2015: 2015 General Election Guide 경유.
122. ↑  해리 램버트. “Welcome to May2015.com”. may2015.com. 2015년 2월 11일에 원본 문서에서 보존된 문서. 2015년 8월 13일에 확인함.
123. 1 2 3  Chris Hanretty. “ElectionForecast.co.uk”. electionforecast.co.uk. 2015년 5월 7일에 원본 문서에서 보존된 문서. 2015년 8월 13일에 확인함.
124. ↑  “Electoral Calculus” – electoralcalculus.co.uk 경유.
125. ↑  “Elections Etc” – 일렉션스 Etc 경유.
126. ↑  “Election 2015: The Guardian poll projection”. 2015년 4월 3일에 확인함 – 가디언 경유.
127. ↑  “Seat Calculator – May2015: 2015 General Election Guide”. 2015년 4월 21일에 원본 문서에서 보존된 문서. 2015년 5월 7일에 확인함 – May2015: 2015 General Election Guide 경유.
128. 1 2  “Politics Spread Betting – UK General Election: Seats Markets”. 스포팅 인덱스. 2015년 5월 9일에 원본 문서에서 보존된 문서. 2015년 8월 13일에 확인함.
129. 1 2  “First Past the Post”. 2018년 11월 22일에 원본 문서에서 보존된 문서. 2019년 4월 30일에 확인함 – 퍼스트 패스트 더 포스트 경유.
130. ↑  앤드류 스패로. “Miliband challenges Cameron to defend Fink – but won't describe Fink as 'dodgy': Politics Live blog”. 2015년 3월 7일에 확인함 – 가디언 경유.
131. ↑  “General Election 2015 – A distribution of general election forecasts” – 제너럴 일렉션 2015 경유.
132. ↑  폴 와이틀리 (2015년 4월 1일). “Will Britain be governable after the election?” – 더 컨버세이션 경유.
133. ↑  “Election Live – 27 April – BBC News”. bbc.in.
134. ↑  “Northern Ireland Westminster election forecast 2015” – 벨파스트 텔레그라프 경유.
135. ↑  “Upper Bann: Jo-Anne Dobson closing in on David Simpson as poll shows drop in DUP support” – 벨파스트 텔레그라프 경유.
136. ↑  “Election 2015: New exclusive poll puts Labour and Tories on exactly 33.7 per cent each”. May2015. 2015년 5월 7일에 원본 문서에서 보존된 문서. 2015년 5월 6일에 확인함.
137. ↑  “TNS Poll – Parties have reached stalemate”. TNS. 2015년 5월 18일에 원본 문서에서 보존된 문서. 2015년 5월 6일에 확인함.
138. ↑  “Political Polling 4th May”. 2015년 5월 9일에 원본 문서에서 보존된 문서. 2015년 5월 6일에 확인함.
139. ↑  “YouGov / The Sun / The Times Survey Results” (PDF). 유고브. 2015년 5월 6일에 확인함.
140. ↑  “Ipsos MORI – Final Election Poll” (PDF). 입소스 모리. 2015년 7월 23일에 원본 문서 (PDF)에서 보존된 문서. 2015년 5월 7일에 확인함.
141. ↑  애시크로프트, 마이클. “Ashcroft National Poll – Pre Election. CATI Fieldwork : Tuesday/ Wednesday 5th/ 6th May 2015” (PDF). 로드 애시크로프트. 2015년 5월 7일에 확인함.
142. ↑  “Daily Mail/ITV News Final Poll 6th May 2015”. 2015년 5월 9일에 원본 문서에서 보존된 문서. 2015년 5월 6일에 확인함.
143. ↑  “Panelbase Poll 6th May 2015” (PDF). 패널베이스. 2015년 5월 18일에 원본 문서 (PDF)에서 보존된 문서. 2015년 5월 6일에 확인함.
144. ↑  “Opinion Poll ONLINE Fieldwork : 5th–7th May 2015” (PDF). 퍼퓰러스. 2015년 5월 14일에 원본 문서 (PDF)에서 보존된 문서. 2015년 5월 7일에 확인함.
145. ↑  “Final Polls”. UK 폴링 리포트. 2015년 5월 8일에 원본 문서에서 보존된 문서. 2015년 5월 6일에 확인함.
146. ↑  “U.K. General Election Predictions” – 파이브서티에이트 경유.
147. ↑  “Electoral Calculus”. electoralcalculus.co.uk.
148. ↑  “Elections Etc”. 《Elections Etc》.
149. ↑  “Election 2015: The Guardian poll projection”. 2015년 5월 7일에 확인함 – 가디언 경유.
150. ↑  “Seat Calculator”. 2015년 4월 21일에 원본 문서에서 보존된 문서. 2015년 5월 7일에 확인함 – May2015: 2015 General Election Guide 경유.
151. ↑  크롤링, 데이비드. “Election 2015: The highs and lows of election exit polls”. BBC 뉴스. 2015년 5월 7일에 확인함.
152. ↑  “Election results: Conservatives win majority”. 《BBC 뉴스》.
153. ↑  《선거 2015》(Election 2015)- BBC. 2015년 5월 8일 방송.
154. ↑  “UK election results - what does it all mean? As it happened”. 2015년 5월 8일. 2015년 5월 26일에 확인함 – 텔레그라프 경유.
155. ↑  “Where’s the late swing? « ComRes”. 2015년 9월 25일에 원본 문서에서 보존된 문서. 2015년 8월 13일에 확인함 – comres.co.uk 경유.
156. ↑  “Survation alleges it called the British General Election 2015 results accurately, didn't publish - Business Insider”. 2015년 5월 12일. 2015년 5월 18일에 원본 문서에서 보존된 문서. 2015년 8월 13일에 확인함 – 비즈니스 인사이더 경유.
157. ↑  “Europe - UK election: Final polls show late surge for Labour, but hung parliament still likely” – 프랑스 24 경유.
158. ↑  “Late swing? Labour's private polls showed Tories ahead before Christmas” – newstatesman.com 경유.
159. ↑  “Labour pollster under Ed Miliband's leadership knew they were down last year - Daily Mail Online” – 데일리 메일 온라인 경유.
160. ↑  리오넬 슈라이버. “If you want more accurate polls, stop shaming shy Tories” – 가디언 경유.
161. ↑  http://www.theguardian.com/politics/2015/may/22/election-2015-who-voted-for-whom-labour-conservatives-turnout
162. ↑  “Live UK election results”. 가디언. 2015년 5월 8일에 확인함.
163. ↑  “Election 2015 results”. BBC. 2015년 5월 8일에 확인함.
164. ↑  http://www.bbc.co.uk/news/politics/constituencies/E14000608
165. ↑  http://www.bbc.co.uk/news/politics/constituencies/N06000013
166. ↑  general election results - BBC 뉴스.
167. ↑  National results -《가디언》.
168. ↑  “Number of known 2015 candidates per party”. Your Next MP. 2015년 5월 12일에 확인함.
169. ↑  Election 2015: Number of women in Parliament rises by a third, BBC News, 2015년 5월 8일.
170. ↑  Dan, Bloom (2015년 5월 8일). “52 minutes that shook Britain: Miliband, Clegg and Farage all resign in election bloodbath”. 《Mirror》. 2015년 5월 9일에 확인함.
171. ↑  Staff (2015년 5월 8일). “Labour election results: Ed Miliband resigns as leader”. 《BBC News》. 2015년 5월 8일에 확인함.
172. ↑  Staff (2015년 5월 8일). “Election results: Nick Clegg resigns after Lib Dem losses”. 《BBC News》. 2015년 9월 25일에 확인함.
173. ↑  “UKIP Rejects Nigel Farage's Resignation”. 《Sky News》.
174. ↑  “Nigel Farage to remain Ukip leader after resignation rejected”. 《ITV News》. 2015년 10월 16일에 원본 문서에서 보존된 문서. 2015년 10월 10일에 확인함.
175. ↑  Damien Gayle. “Alan Sugar resigns from Labour party over 'shift to left'”. 《the Guardian》.
176. ↑  “Scottish Labour leader Jim Murphy to resign”. 《BBC News》. 2015년 5월 16일.